# 萨珊王朝
薩珊王朝（波斯語：ساسانیان），又稱波斯第二帝国，國祚始自公元224年，亡於651年。薩珊王朝的居民稱薩珊王朝為伊朗国或伊朗，在中古波斯語裡意指雅利安人的帝國。薩珊王朝取代了被視為西亞及歐洲兩大勢力之一的安息帝國，與羅馬帝國共存超過400年。
在安息帝國衰敗及其末代君王阿爾達班五世陣亡後，阿爾達希爾一世建立了薩珊王朝。薩珊王朝一直統治到阿拉伯帝國入侵，伊嗣俟三世被迫逃亡為止。薩珊王朝統治時期的領土包括當今伊朗、阿富汗、伊拉克、叙利亞、高加索地區、中亞西南部、土耳其部分地區、阿拉伯半島海岸部分地區、波斯灣地區、巴基斯坦西南部，控制範圍甚至延伸到印度。620年前后，萨珊王朝控制的土地面积达到约540万平方公里，人口达到约1970万。
古典時代晚期的薩珊王朝被認為是伊朗或波斯最具重要性和影響力的歷史時期之一。從不同層面來說，薩珊王朝統治時期見證了古波斯文化發展至巔峰狀態，它在很大程度上影響了羅馬文化。薩珊王朝的文化影響力遠遠超出了它的邊界，影響力遍及西歐、非洲、古东亚及古印度，對歐洲及亞洲中世紀藝術的成形產生顯著的作用。

## 歷史

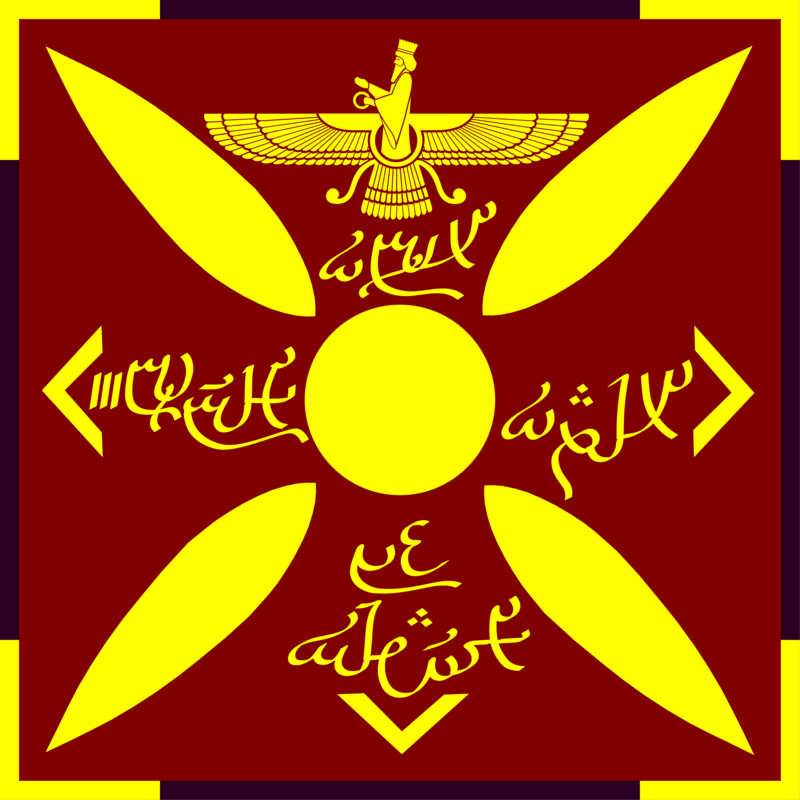
萨珊王朝的皇家旗帜之一

### 早期歷史

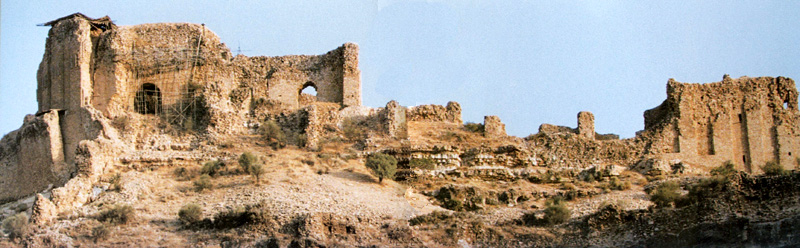
阿爾達希爾一世在209年擊敗安息帝國之前興建的處女堡 ，位於現今伊朗法爾斯省。

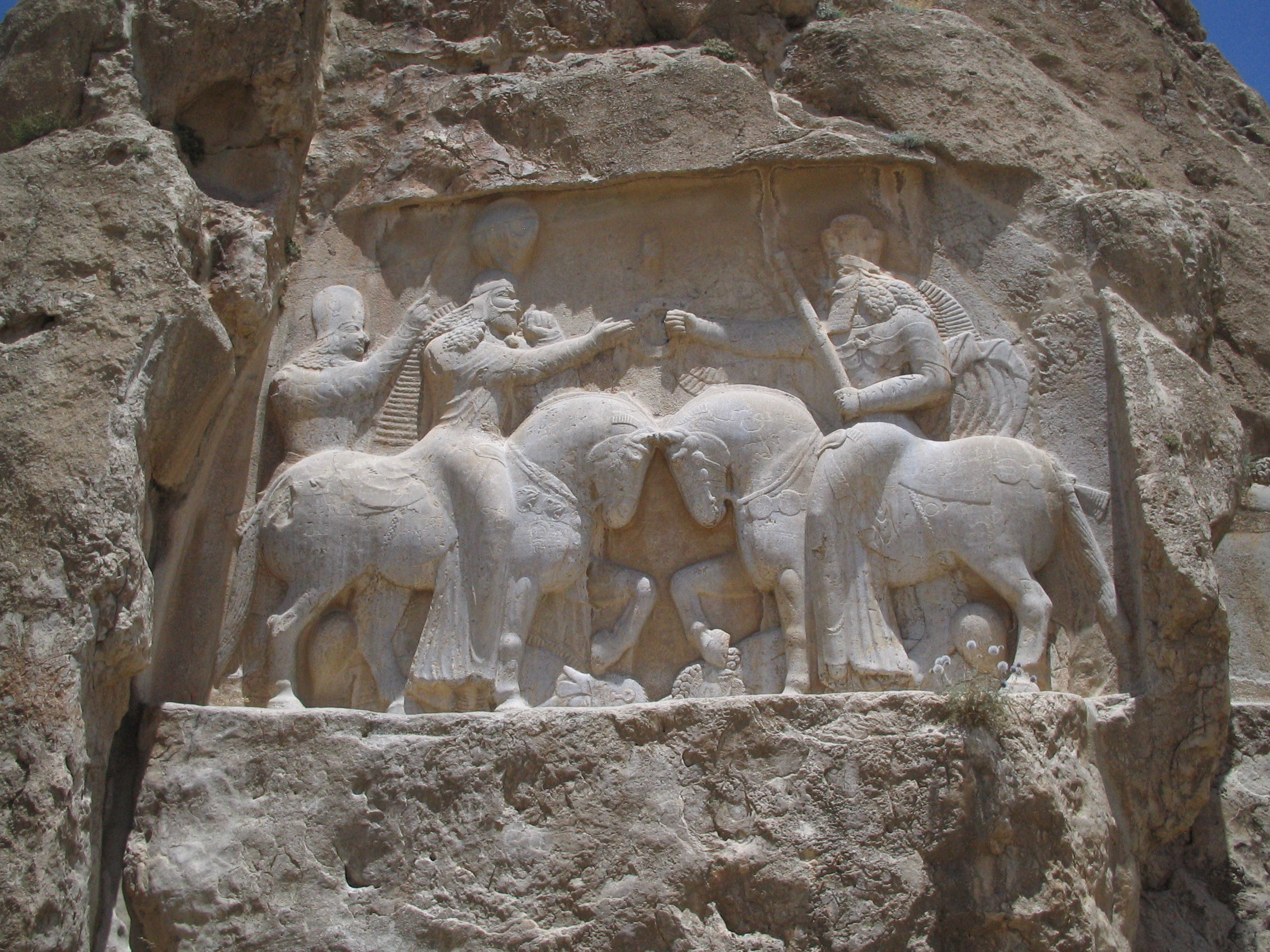
阿胡拉·馬茲達對阿爾達希爾一世的授權儀式。

由於對安息帝國的衰落及接下來薩珊王朝的崛起的描述存在矛盾，相關的詳細情況仍無從得知。薩珊王朝是阿爾達希爾一世在伊什塔克爾建立的，他是女神阿娜希塔信徒的後裔，阿爾達希爾一世成為了波西斯（現今法爾斯省）的統治者，但是他跟薩珊人祖先薩珊的關係存有爭議。
巴巴克原本是凱爾（Kheir）的統治者，他在200年推翻了戈齊赫爾，成為了巴茲倫吉德人的統治者，而巴巴克的母親是波西斯總督的女兒。巴巴克及他的長子沙普爾將他們的勢力擴張到整個波西斯。文獻的不整使接下來的歷史事件模糊不清，不過可以肯定的是，阿爾達希爾在巴巴克逝世後成為了達拉布基爾德統治者，與他的長兄沙普爾爭奪權力。一些資料指出沙普爾在一次會議結束離開的時候，建築物的天花板塌陷，沙普爾因此而逝世。208年，阿爾達希爾的其他兄弟都被處死，他自稱為波西斯的統治者。
阿爾達希爾成為了沙汗沙（Shahenshah，「眾王之王」）後，他將首都遷至波西斯以南新建成的阿爾達希爾-花拉（Ardashir-Khwarrah，前稱古爾，今菲魯扎巴德）。該地附近的高山及狹窄的隘口使首都成為了易守難攻之地，高聳、環形的城牆可能是仿傚達拉布基爾德的城牆而建造，城市的北部建有一所巨大的皇宮，其遺跡殘存至今。阿爾達希爾一世鞏固了他在波西斯的統治後迅速擴張其勢力，他要求法爾斯各地的貴族向他效忠，又奪取了鄰近地區克爾曼、伊斯法罕、蘇薩、梅塞納。他的擴張引起了安息帝國阿爾達班五世的注意，他在224年下令胡齊斯坦的總督討伐阿爾達希爾，但阿爾達希爾在戰事裡獲勝，阿爾達班五世遂親征阿爾達希爾，他在霍爾木茲甘戰死。安息的統治者阿爾達班五世戰死後，阿爾達希爾一世入侵了安息帝國的西部。
阿爾達班五世與沃洛加西斯六世爭奪安息帝國的王位促使了薩珊人的勢力膨脹，使阿爾達希爾得以在沒有安息帝國的介入下鞏固勢力，法爾斯的地理優勢也起了促進的作用。阿爾達希爾在泰西封加冕為波斯的唯一統治者，結束了安息帝國近400年的統治，開始了薩珊王朝近四個世紀的統治。

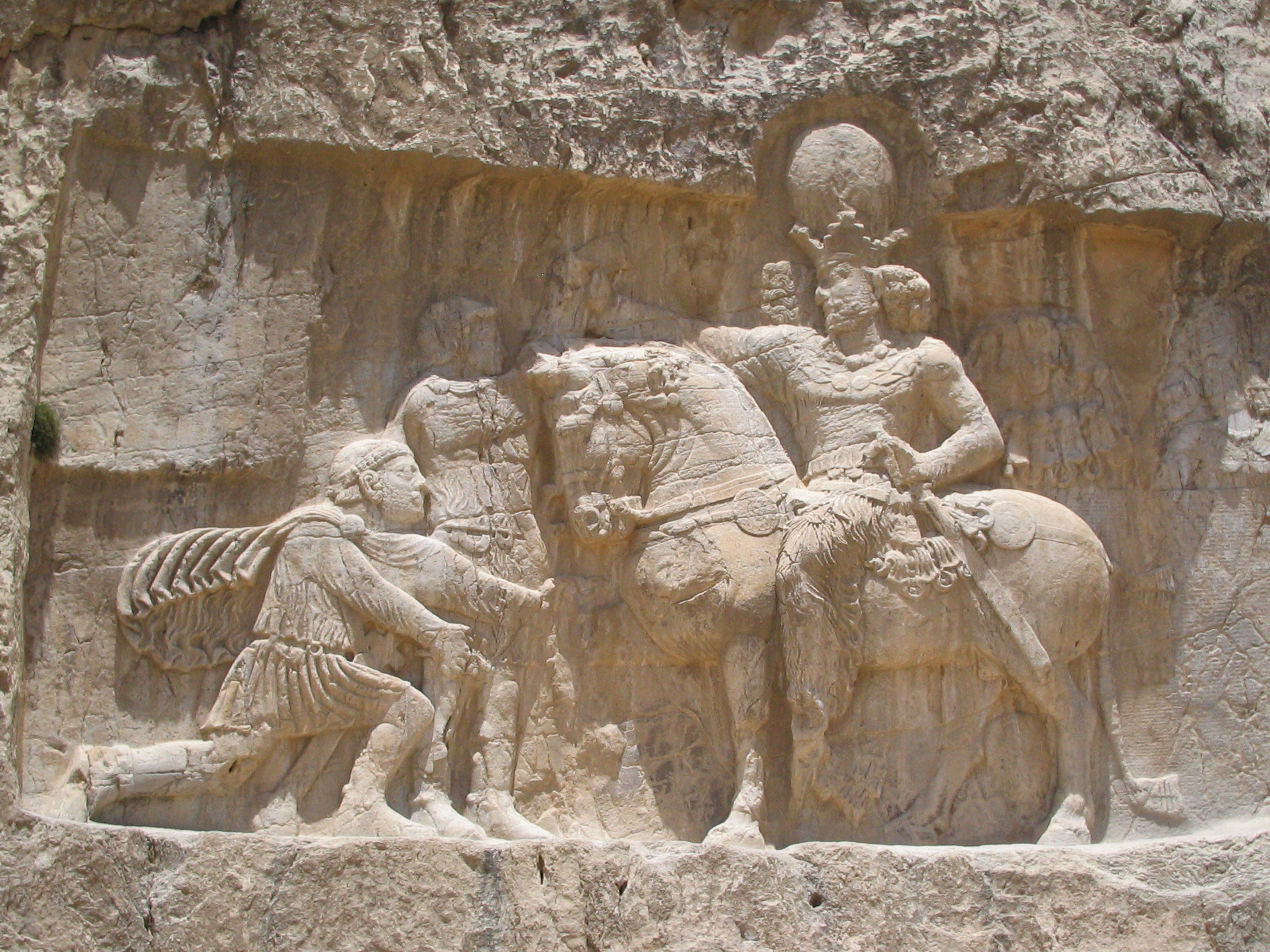
位於洛斯達姆的石面浮雕，可見波斯國王沙普爾一世（騎馬者）、羅馬皇帝瓦勒良（站立者）及求和的阿拉伯人菲利普（下跪者）。

在接下來的數年裡，原屬安息帝國的各地仍有零星的抵抗運動，但阿爾達希爾一世仍將他的勢力繼續向東及向西北擴張，征服錫斯坦、戈爾甘、呼羅珊、馬爾吉亞那（今土庫曼斯坦境內）、巴爾赫及克蘭斯米亞，他又佔領了巴林和摩蘇爾。一些薩珊王朝時代的銘文顯示，貴霜帝國、圖蘭及莫克蘭的國王都歸順阿爾達希爾，不過從錢幣上的考證發現，他們更有可能是歸順阿爾達希爾的兒子沙普爾一世。薩珊王朝向西討伐哈特拉、亞美尼亞及阿迪亞波納的成效不顯。230年，薩珊王朝侵襲羅馬帝國的領土，羅馬帝國在2年後反攻，雖然羅馬皇帝亞歷山大·塞維魯在羅馬慶祝凱旋，但戰事在沒有定論的情況下便結束。

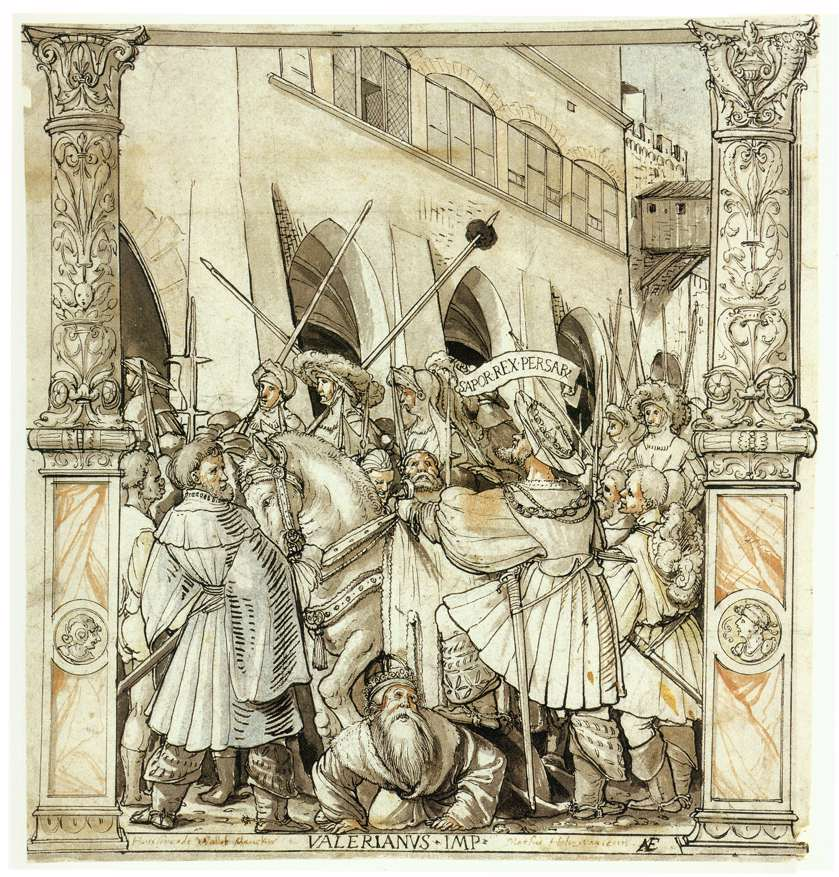
沙普爾羞辱瓦勒良（小漢斯·霍爾拜因在1512年所畫的素描，現藏於巴塞爾美術館）。

阿爾達希爾一世的兒子沙普爾一世繼續對外擴張，征服了巴克特里亞及貴霜帝國西部，同時又對羅馬發動過多次攻勢。沙普爾一世入侵了羅馬控制的美索不達米亞，攻陷卡雷和尼西比斯，但羅馬將軍提米斯特烏斯（Timesitheus）在243年於里薩埃納（Resaena）擊敗了波斯人，收復失地。接著羅馬皇帝戈爾迪安三世沿幼發拉底河進發，他在馬西切（Misiche）兵敗，戈爾迪安三世被己軍所殺，使沙普爾一世得以與新任羅馬皇帝阿拉伯人菲利普訂立有利的和約，羅馬須向沙普爾一世交付500,000便士的贖金，每年須輸貢。
雙方很快便再度開戰，沙普爾一世在巴巴利索斯擊敗了羅馬人，又攻陷和洗劫了安條克。羅馬皇帝瓦勒良試圖發動反擊，但他們的軍隊在埃德薩被擊敗，瓦勒良被俘，他在餘下來的人生裡都是階下囚。為了慶祝沙普爾一世的勝利，他在納克什魯斯塔姆和比沙普爾（Bishapur）刻畫了石雕，又在波斯波利斯附近地區以波斯語及希臘語刻寫銘文。沙普爾一世繼而進兵安那托利亞，但敗予羅馬人及其盟友巴爾米拉的奧登納圖斯，沙普爾一世的妻妾被俘，並失去了所佔領的羅馬領土。到沙普尔一世统治末年（273年）的萨珊王朝统治下的人口达到1350万人.
沙普爾一世自有徹底的發展計劃，他下令建設了伊朗第一條壩橋，又建立了多座城市，基督徒在薩珊王朝的統治下可享有信仰自由，吸引了一些來自羅馬地區的移民來到定居，比沙普爾及尼沙普爾都是以沙普爾的名字命名。沙普爾一世支持摩尼教，為摩尼提供保護（他的其中一部著作《沙卜拉干》題獻給沙普爾一世），又對外派遣許多摩尼教傳教士，沙普爾一世與巴比倫拉比（猶太神職人員）撒母耳份屬好友。
這兩人的友誼對猶太社群來說無疑是有利的，讓他們可以在高壓法制當中得以喘息。沙普爾一世的後繼者都沿用了他的宗教寬容政策。在祆教麻葛（祭司）的壓力及受到大祭司卡提爾（Kartir）的影響下，沙普爾一世之子巴赫拉姆一世處死了摩尼，並迫害他的信徒。巴赫拉姆二世也像他的父親一樣聽從祆教祭司的意願行事。在巴赫拉姆二世統治時期，薩珊王朝首都泰西封被羅馬皇帝卡魯斯治下的羅馬人劫掠，而亞美尼亞大部分地區在經歷了波斯人約半個世紀的統治後也被割讓給戴克里先。
纳塞赫接替在293年短暫就任的巴赫拉姆三世，並再次與羅馬人開戰。納塞赫領導的薩珊王朝在296年於幼發拉底河上的卡利尼古姆附近擊敗羅馬皇帝伽列里烏斯，伽列里烏斯在298年春季得到在多瑙河召集的一支援軍支援，納塞赫不能在亞美尼亞及美索不達米亞再進寸步，伽列里烏斯於是在298年經亞美尼亞對美索不達米亞北部發動攻勢，納塞赫撤至亞美尼亞迎戰羅馬人，地勢崎嶇的亞美尼亞對羅馬步兵有利，反之對薩珊王朝的騎兵不利，加上在當地人的協助下，伽列里烏斯在接連兩次戰役裡擊敗了納塞赫。

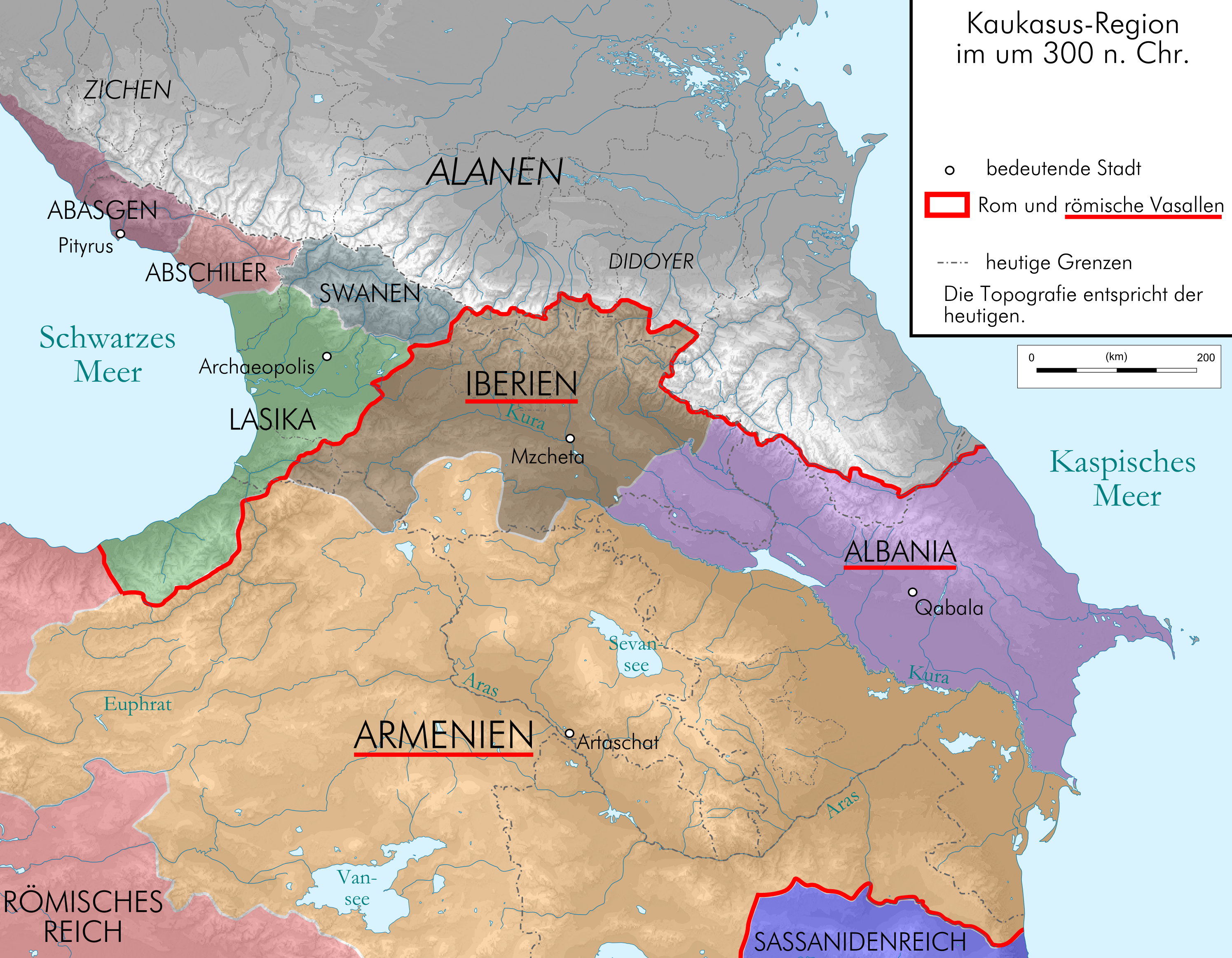
公元約300年，納塞赫戰敗後羅馬及其附庸亞美尼亞的狀況。

羅馬軍隊在第二次遭遇戰當中攻佔了納塞赫的營地，擄走了他的財物及妻妾。伽列里烏斯冒進米底及阿迪亞波納，勢如破竹，特別是在埃爾祖魯姆一役的獲勝最為重要，他在298年攻陷了尼西比斯，並沿底格里斯河攻陷泰西封。
納塞赫曾經向伽列里烏斯派遣使節乞求釋放他的妻妾兒女，伽列里烏斯向使節表示他還記得沙普爾一世如何對待瓦勒良，並把他趕走。或许是对亞歷山大大帝厚待大流士三世家人行为的仿效，羅馬人得體地對待納塞赫的家人。299年春季，在戴克里先及伽列里烏斯的主持下雙方展開了和談。
羅馬對薩珊提出的求和條件相當苛刻，波斯人須割讓領土，波斯與羅馬以底格里斯河為疆界，條款列明亞美尼亞歸羅馬控制，以齊亞塔要塞為波斯與亞美尼亞的疆界。高加索伊比利亞王國要向羅馬效忠。羅馬控制的尼西比斯成為了波斯與羅馬之間的唯一貿易管道。羅馬控制恩基里尼、索斐涅（Sophene）、阿格赫德茲尼克（Aghdznik）、科杜內（Corduene）、扎迪西尼（Zabdicene，今土耳其哈卡里）五個在底格里斯河及亞美尼亞之間的地區。
根據和約，薩珊王朝須割讓底格里斯河以東五個地區予羅馬，並同意不得干預亞美尼亞及格魯吉亞的事務。受此影響，納塞赫遜位予他的兒子荷姆茲二世，納塞赫在一年後悲憤而亡。薩珊王朝的局勢動蕩不安，荷姆茲二世下令鎮壓錫斯坦及貴霜的動亂，他再也無法駕馭貴族，終在309年的一次圍獵當中被貝都因人殺害。

### 第一黃金期(309-379)

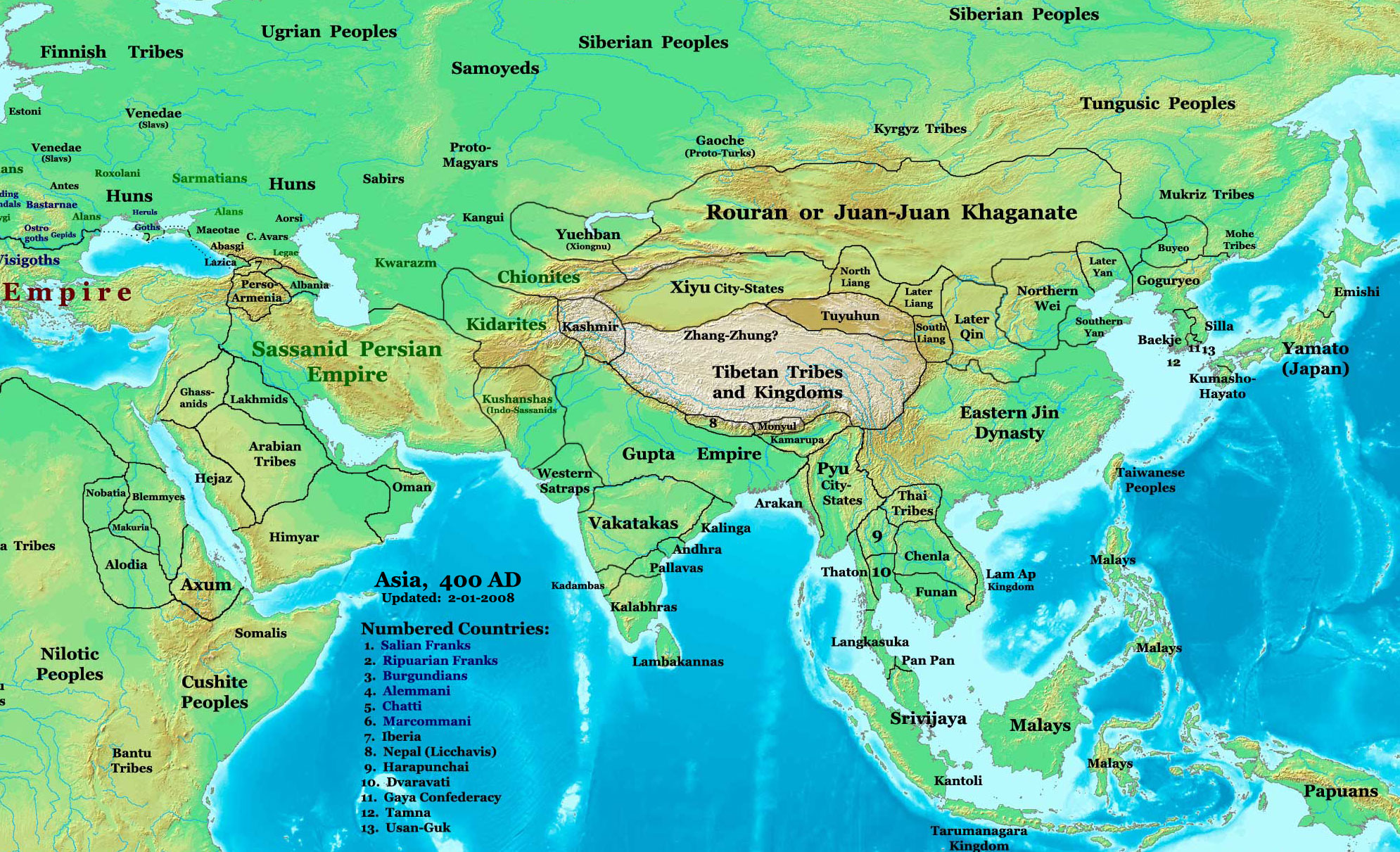
公元400年的亞洲

荷姆茲二世逝世後，西方的阿拉伯人開始毀壞和搶掠南部城市，甚至襲擊薩珊帝王的出生地法爾斯地區。同時，波斯貴族殺害了荷姆茲二世的長子，又令他的次子失明，三子被囚禁（荷姆茲二世的三子後來逃到羅馬帝國的領土）。皇位遂落在荷姆茲二世的一位遺腹子沙普爾二世身上，他在尚未出生的情況下便被加冕，王冠置在母親的肚皮上。在他的幼年時期，薩珊王朝由他的母親及貴族們掌控。成年後的沙普爾二世馬上上台，並證明了他是一位活躍、有影響力的君王。
沙普爾二世上台後領導一支規模少而精銳的軍隊抵抗西方的阿拉伯人，保障了薩珊王朝南部的安全。他又對羅馬人發動攻勢，雖然波斯人在一系列的戰役裡獲勝，但由於他們未能攻陷尼西比斯以及羅馬人重奪辛格拉（Singara）和阿米達，他們始終未能攻佔羅馬帝國的領土。
薩珊王朝也受到東線遊牧民族的牽制，他們威脅著絲綢之路的戰略重地中亞河中地區。沙普爾二世於是親自領兵轉向東方，讓旗下的軍官繼續向羅馬人發動騷擾性的攻擊。沙普爾二世制伏了中亞各個部落，並將他們的領土併入薩珊王朝，征服了現今稱為阿富汗的地區。
隨著對阿富汗完成征服，薩珊王朝的藝術和文化開始滲透西域，影響遠及中國。359年，沙普爾二世聯同部落領袖格倫巴底斯（Grumbates）向羅馬人發動攻勢，很快便再度攻佔了辛格拉及阿米達。羅馬皇帝尤利安突入波斯領土，在泰西封擊敗波斯軍隊，但未能攻陷泰西封，尤利安在班師回朝途中被殺。尤利安的繼任人約維安被困在底格里斯河東岸，為了安全返國，約維安只得同意放棄羅馬在298年從波斯手中得到的領土，包括尼西比斯及辛格拉。
沙普爾二世奉行嚴酷的宗教政策，在他的統治時期，祆教的經典《波斯古經》已經完成，宗教異端及叛教的行為會被嚴懲，基督徒受到迫害，以抗衡君士坦丁一世在羅馬帝國奉行的基督教政策。沙普爾二世溫和對待猶太人，猶太人在這段時期得到的自由和權利較大。在沙普爾二世逝世時，薩珊王朝的勢力前所未有地強大，使東面的敵人也不敢妄動，亞美尼亞落入波斯的控制範圍內。

### 中期

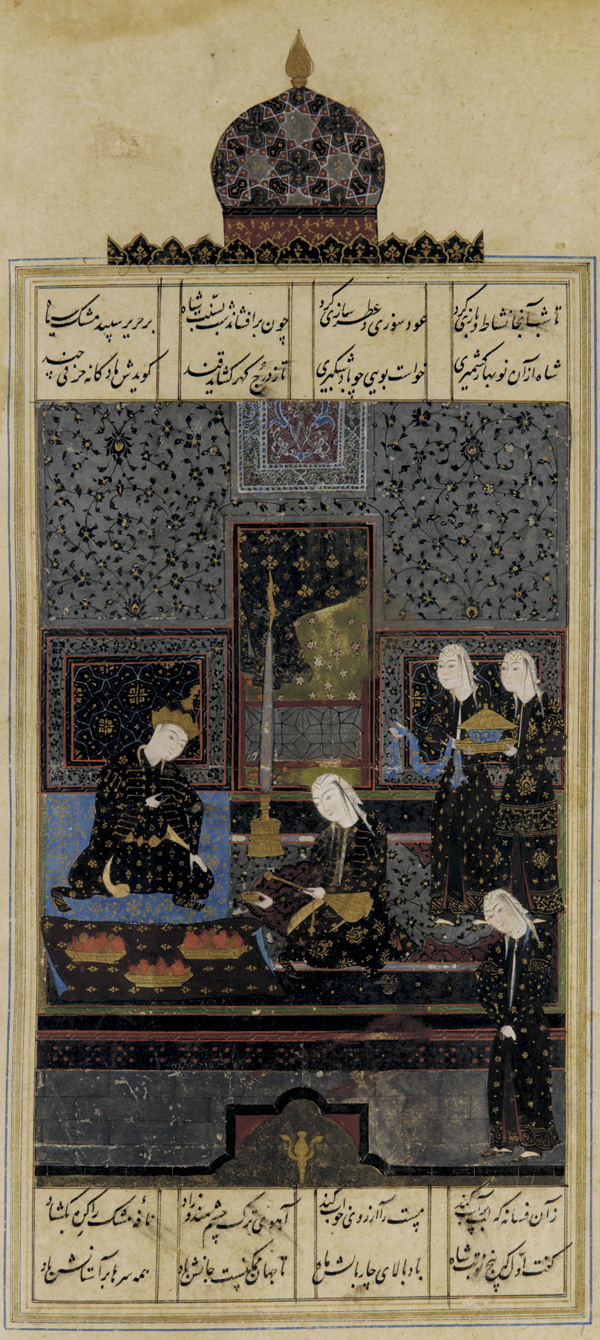
巴赫拉姆五世熱愛波斯文學及詩文，《黑色亭閣中的巴赫拉姆及印度公主》是16世紀中的波斯詩人尼扎米詩作的原稿。

除了在421年至422年及440年發生過衝突外，從沙普爾二世逝世到喀瓦德一世登基這段時期裡（379-488年），薩珊王朝與羅馬人（當時是東羅馬帝國或拜占庭帝國）大致保持和平。薩珊王朝的宗教政策在這段時期裡會隨著不同的君王而有很大的差別。雖然這段時期的君王較為軟弱，但沙普爾二世建立的行政制度依然健全，薩珊王朝的管治仍有效運行。
沙普爾二世在379年逝世後，王位便落在兄弟阿爾達希爾二世（379年－383年在位）及他的兒子沙普爾三世（383－388年在位）身上，兩人都沒有遺傳到沙普爾二世的管治天賦。阿爾達希爾二世未能令人滿意地接替沙普爾二世的角色，沙普爾三世也未能取得令人曯目的成就。雖然沙普爾三世的兒子巴赫拉姆四世（388年－399年在位）較他的父親積極，但也未能為薩珊王朝作出重要的貢獻。受和約的約束，亞美尼亞被羅馬帝國及薩珊王朝瓜分，羅馬帝國控制亞美尼亞西部的一部分，而薩珊王朝則重新掌管大亞美尼亞地區。

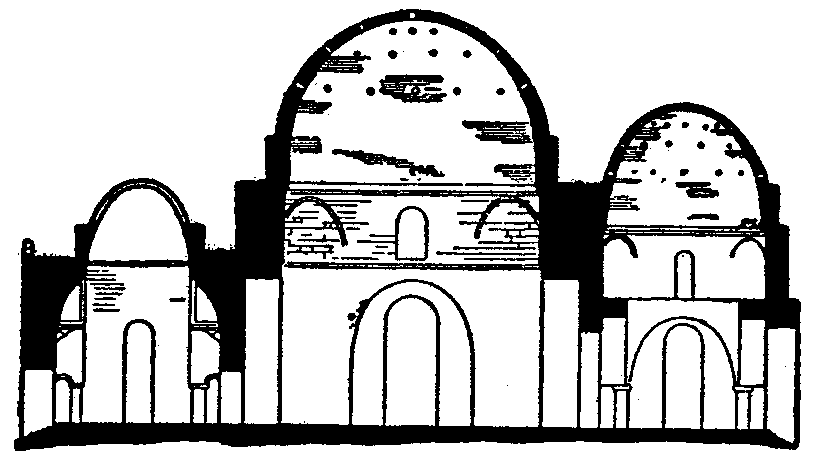
薩爾夫斯坦皇宮的構造

巴赫拉姆四世的兒子伊嗣俟一世（399年－421年在位）經常被用來與君士坦丁一世進行比較，兩者的體格及外交手腕同樣強而有力，而且都是機會主義者。伊嗣俟一世與君士坦丁一世同樣奉行宗教寬容政策，宗教少數社群可以獲得較大的自由，伊嗣俟一世停止了以往對基督徒的迫害，甚至對迫害基督徒的貴族和祭司進行處分。薩珊王朝在他的統治時期內顯得相對和平，他與羅馬人維持著和平的關係，也並將年幼的狄奧多西二世作為人質監管。伊嗣埃一世迎娶了一名猶太公主，並與她誕下了一名叫納爾西的兒子。
伊嗣俟一世的繼任人是巴赫拉姆五世，巴赫拉姆五世是最廣為人知的薩珊王朝皇帝，也是許多神話當中的英雄，這些神話甚至在薩珊王朝结束後仍被波斯人流傳下去。在其在位期间，在公元400年人口达到1400万人，巴赫拉姆五世以「野驢」之名而為人所知。當伊嗣俟一世在對抗反對派時突然死亡後，巴赫拉姆五世在得到希拉赫的阿拉伯統治者支持下繼其位，巴赫拉姆五世的母親是一位猶太督辦的女兒。427年，巴赫拉姆五世擊退了侵略王朝東部的嚈噠人，將其影響力擴展到中亞，布哈拉（位於今烏茲別克）的硬幣上還刻有他的肖像，這種硬幣流通了多個世紀。巴赫拉姆五世廢黜了亞美尼亞的傀儡皇帝，使亞美尼亞成為薩珊王朝的一部分。

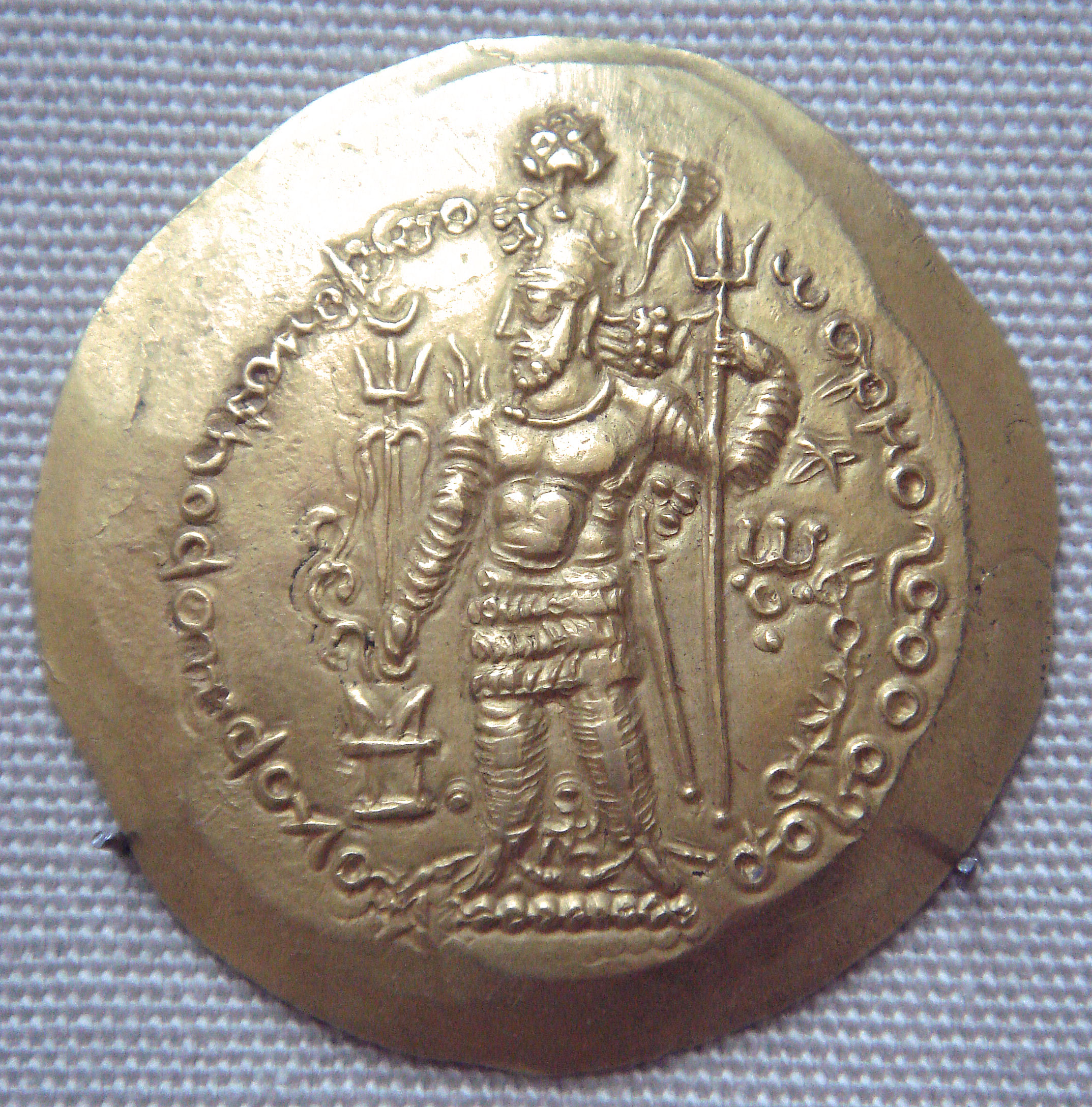
呼羅珊地區的荷姆茲一世硬幣，參考了貴霜硬幣的設計。

巴赫拉姆五世是波斯傳說的寵兒，這些傳說豎立了他的勇猛、優秀形象，他的故事圍繞著對羅馬人、突厥人、印度人及非洲人的征戰，以及他對狩獵和愛情的冒險精神。他的外號「野驢」表示了他對狩獵的鍾愛，他特別喜愛狩獵野驢。他是黃金時代帝王的象徵人物，雖然巴赫拉姆五世經常休閒地狩獵及舉行宮廷宴會，但他仍能透過對外征戰及與兄弟競爭而奪得王位。他體現了皇室的繁華昌盛，最好的薩珊文學都是出自這個時期，著名的薩珊王朝音樂樂章也在這個時期被撰寫出來，馬球等運動成為了宮廷的消遣活動。
巴赫拉姆五世的兒子伊嗣俟二世（438年－457年在位）是一個溫和的統治者，但他對宗教少數族群採取了較伊嗣俟一世嚴厲的宗教政策，特別是對基督教。
即位初期，伊嗣俟二世在441年召集了一支包括其印度盟友的各族軍隊向東羅馬帝國進攻，在經歷小規模戰鬥後便恢復和平。443年，他在尼沙普爾召集軍隊攻打寄多羅人（Kidarites），最終在450年擊潰了他們，迫使他們逃離阿姆河。
在東部作戰期間，伊嗣俟二世猜忌軍隊當中的基督徒，於是將他們驅逐出軍隊及政府機關，又迫害基督徒，猶太人也受到牽連。為了重新建立祆教在亞美尼亞的地位，他在451年的阿伐拉戰役裡敉平了亞美尼亞基督徒的動亂，但仍未能改變亞美尼亞人主要是基督徒的狀況。伊嗣俟二世在晚年再度與寄多羅人作戰，他在457年逝世。伊嗣俟二世的兒子荷姆茲三世（457年－459年在位）繼其位，他的在位時間甚短，他與得到貴族及巴克特里亞嚈噠人支持的哥哥卑路斯鬥爭，荷姆茲三世在459年被卑路斯殺害。

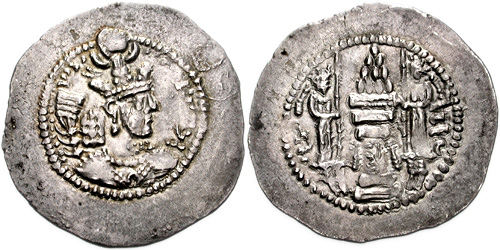
伊嗣埃二世硬幣

在五世紀初，嚈噠人與其他遊牧民族侵襲波斯，巴赫拉姆五世及伊嗣俟二世擊敗了他們，把他們向東驅趕。嚈噠人在五世紀末捲土重來，在483年擊敗卑路斯一世（457年－484年在位），他們在得勝後的兩年內劫掠波斯東部，並在其後數年索取巨額的貢金。
嚈噠人的侵襲為薩珊王朝造成混亂和不穩，卑路斯一世試圖擊退嚈噠人，他在領軍開赴赫拉特途中在沙漠遭到嚈噠人伏擊，卑路斯一世陣亡，嚈噠人將戰火延至赫拉特。一名波斯貴族最終使混亂的薩珊王朝恢復了一定程度的穩定，他扶持卑路斯一世的兄弟巴拉什即位，嚈噠人的威脅卻一直持續到霍斯劳一世統治時期。巴拉什的統治政策較溫和寬厚，他認可了基督徒，但是他沒有對王朝的敵人採取行動，包括嚈噠人。巴拉什在執政四年後被弄瞎和廢黜，他的甥侄喀瓦德一世繼其位。
喀瓦德一世（488年－531年在位）是積極、主張改革的君王，他支持馬茲達克創立共產教派，他認為富有者應該將他們的財富及妻子分給貧困者，他採用馬茲達克教派教條，用意明顯是要擺脫權貴及貴族的影響力。改革行動令到他被廢黜，並被幽禁在蘇薩的「忘卻之城」，他的弟弟扎馬斯普在496年繼位。喀瓦德一世在498年得以逃脫，並受到嚈噠人的庇護。
波斯貴族廢黜了喀瓦德一世，另立扎馬斯普（496年－498年在位）為君。扎馬斯普為政寬容，他為了紓緩鄉民及貧困而減少稅項。為免重蹈兄長喀瓦德一世的覆轍，他支持主流的祆教。流亡在外的喀瓦德一世在嚈噠人君王的協助下率領大軍重返泰西封，扎馬斯普經過短暫的統治後遜位，喀瓦德一世得以重掌王位。此後關於扎馬斯普的生平不詳，但許多人相信他受到喀瓦德一世的優待。在公元500年时，萨珊王朝统治了1400万居民。

### 第二黃金期(498-622)

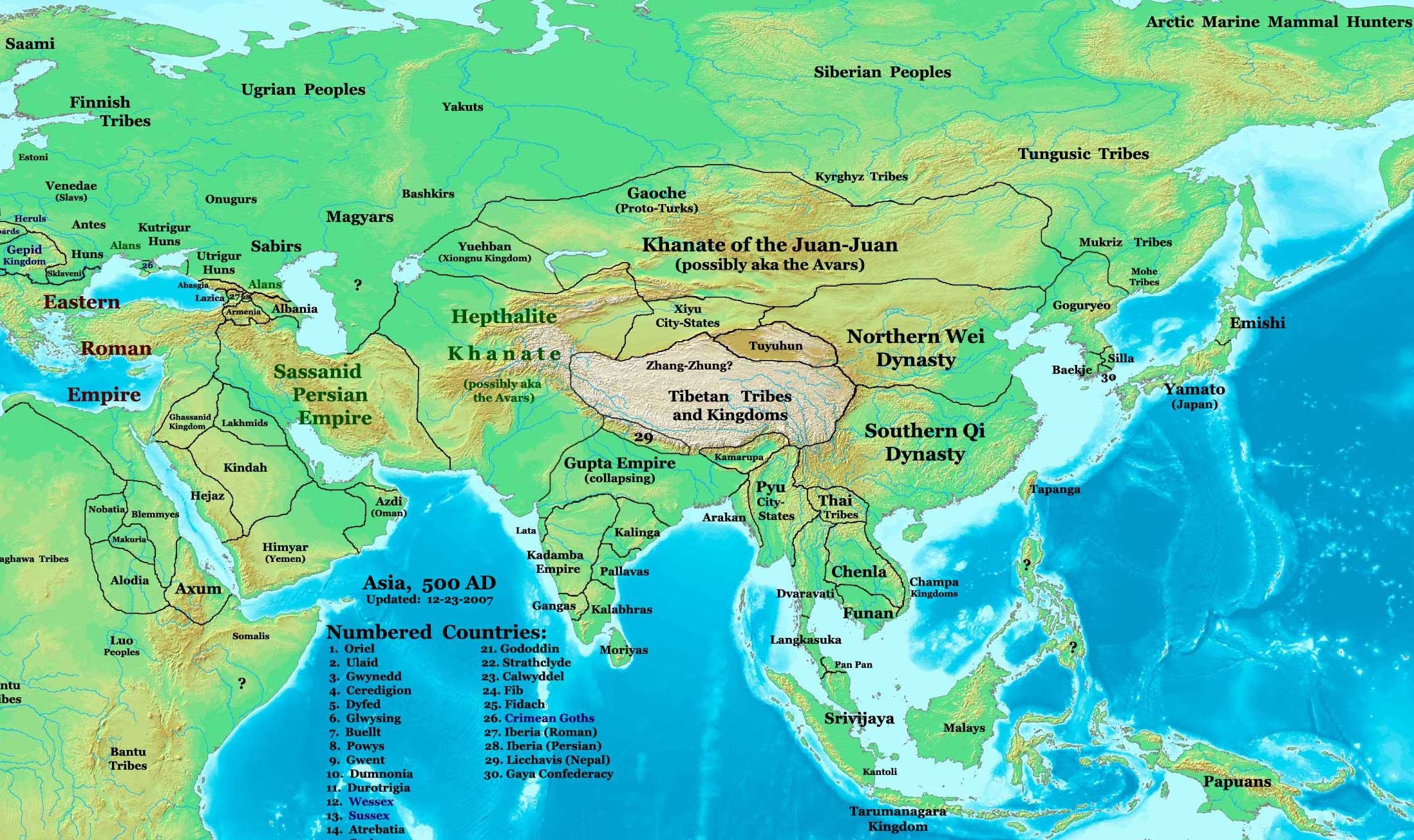
公元500年的薩珊王朝，可見東方的嚈噠汗國及西邊的東羅馬帝國，特別是游牧的嚈噠汗國在430-558年給薩珊巨大的壓迫，一度佔領伊朗高原東部的大呼羅珊。560年代在千古名君霍斯劳一世的統治下，與新興的突厥帝國夾擊嚈噠，才滅掉、瓜分了嚈噠汗國

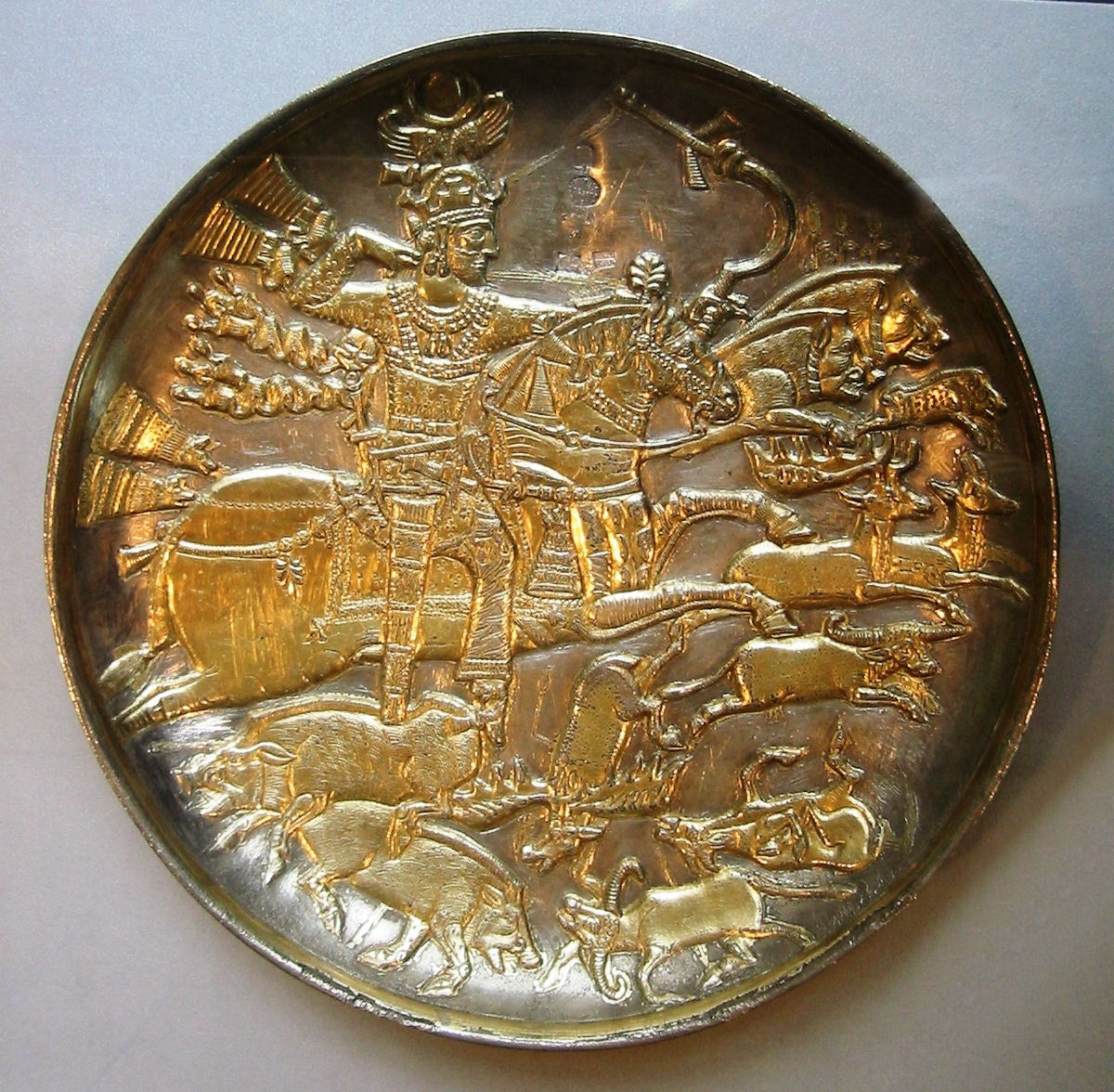
鍍金銀碗上刻劃了狩獵的情景，霍斯劳一世亦在其中。

喀瓦德一世的重新掌權標誌著第二個黃金時代(498-622)的來臨。喀瓦德一世在得到嚈噠人的支持下向羅馬人發動攻勢。502年，他攻陷了亞美尼亞的奧多西波利斯，但旋即被羅馬人重奪。喀瓦德一世在503年攻佔阿米達，西匈奴人在翌年從高加索入侵亞美尼亞，促成了506年和約的簽訂，薩珊王朝須將阿米達歸還給羅馬人。推測大約在508-512年間，喀瓦德向東對嚈噠人發起進攻，重新奪回被嚈噠人佔領數十年的呼羅珊，並停止了對嚈噠長達30年的鉅額年貢，神奇地恢復了波斯的獨立與自信。
拜占庭方面，在521年至522年間，拉齊察邦國（今科爾客斯）因喀瓦德對基督教的打壓政策，轉而效忠羅馬人，使喀瓦德一世失去了對該地區的控制權，高加索伊比利亞王國在524年背叛波斯人，引發了羅馬及波斯之間的戰爭。
527年，羅馬人進犯尼西比斯的行動被擊退，使羅馬帝國試圖加強邊境防衛的計劃泡湯。喀瓦德一世在530年派遣統帥菲魯茲率大軍進攻羅馬要塞達拉，羅馬帝國大將貝利撒留率軍迎戰，波斯大軍在軍隊規模遠勝對方的情況下在達拉戰役當中慘敗。同年，另一支由米爾-米赫羅伊率領的波斯部隊在撒答拉被西塔斯及多羅西斯率領的羅馬軍隊擊敗。在531年的卡利尼古姆戰役，波斯與拉赫姆王國的蒙齊爾四世聯軍擊敗了貝利撒留，羅馬與波斯在翌年訂立了「永久」的和平協定。縱使喀瓦德一世未能擺脫嚈噠人的束縛，但是他仍能使國內的形勢平穩下來，在與東羅馬帝國的戰爭裡也保持著優勢，他又建立多座城市，當中一些更以他的名字命名，稅收及內政也受到控制。
被稱為「不朽的靈魂」的霍斯劳一世（531年－579年在位）繼承父親喀瓦德一世之位，他又被稱為「喬斯羅斯國王」。霍斯勞一世是薩珊王朝最著名的統治者，以改革過時的政府架構而著稱。他的改革措施包括引入基於不在地主所有權發展出來的合理稅務架構，他的父親也曾經著手於從稅收上改善福利及增加王朝的收入。過往的封建地主自行配備他們的軍事裝備、人員及僕人，而霍斯勞一世則發展出一支由中央政府及官僚體制供養及配備的武士，加強了軍隊及官僚與中央政府的關係。
雖然羅馬皇帝查士丁尼一世向薩珊王朝送上440,000塊金幣乞和，霍斯勞一世仍在540年入侵叙利亞，撕毀了532年的「永久」和平協定，霍斯勞一世的軍隊搜掠安條克，又在其他城市攫奪了大量財物。541年，拉齊察（今科爾客斯）被波斯人佔領，接著拜占庭帝國在542年對亞美尼亞的侵攻也受到打擊。在545年簽訂維期五年的和約也因為拉齊察在547年的再度反叛而告吹，拉齊察在拜占庭帝國的協助下驅逐波斯的守備部隊。戰爭再度爆發，但規模僅局限在拉齊察。562年的和約使拜占庭帝國得以保存拉齊察。
查士丁尼一世在565年逝世，查斯丁二世即位，他不再向阿拉伯部落捐貢，抑制他們向拜占庭帝國控制的叙利亞進行侵掠。在一年前，薩珊王朝的亞美尼亞總督在今埃里溫附近的德芬興建火之神廟，又處死了馬米科尼揚家族的一名重要人物，觸發的動亂，波斯總督及其麾下衛兵在571年實施了一場大屠殺，動亂蔓延到伊比利亞。查斯丁二世利用這個契機停止向薩珊王朝輸貢，加強高加索地區的防衛。
亞美尼亞人被拜占庭帝國視為盟友，拜占庭帝國在573年派出一支軍隊圍攻尼西比斯，拜占庭將領之間的意見分歧不僅令他們的軍隊放棄圍城，還反遭敵人圍困在達拉，達拉終被薩珊王朝攻陷，薩珊王朝繼而大肆破壞叙利亞，查斯丁二世只得同意恢復輸貢，以換取美達不達米亞的五年和平，戰爭在其他地區卻繼續進行著。576年，霍斯勞一世帶領進行最後一次親征，劫掠安那托利亞的錫瓦斯及馬拉蒂亞，但是他們在馬拉蒂亞附近慘敗，拜占庭帝國驅趕著波斯人橫渡幼發拉底河逃離。拜占庭人乘勝追擊，反攻薩珊王朝領土，甚至渡過裏海發動兩棲作戰。霍斯勞一世一度求和，但其將軍塔姆庫思老（Tamkhosrau）在577於亞美尼亞打了一場勝仗，使他改變了主意。霍斯勞一世頒佈大赦，使亞美尼亞的動亂得以平息，亞美尼亞再度得到薩珊王朝的控制。

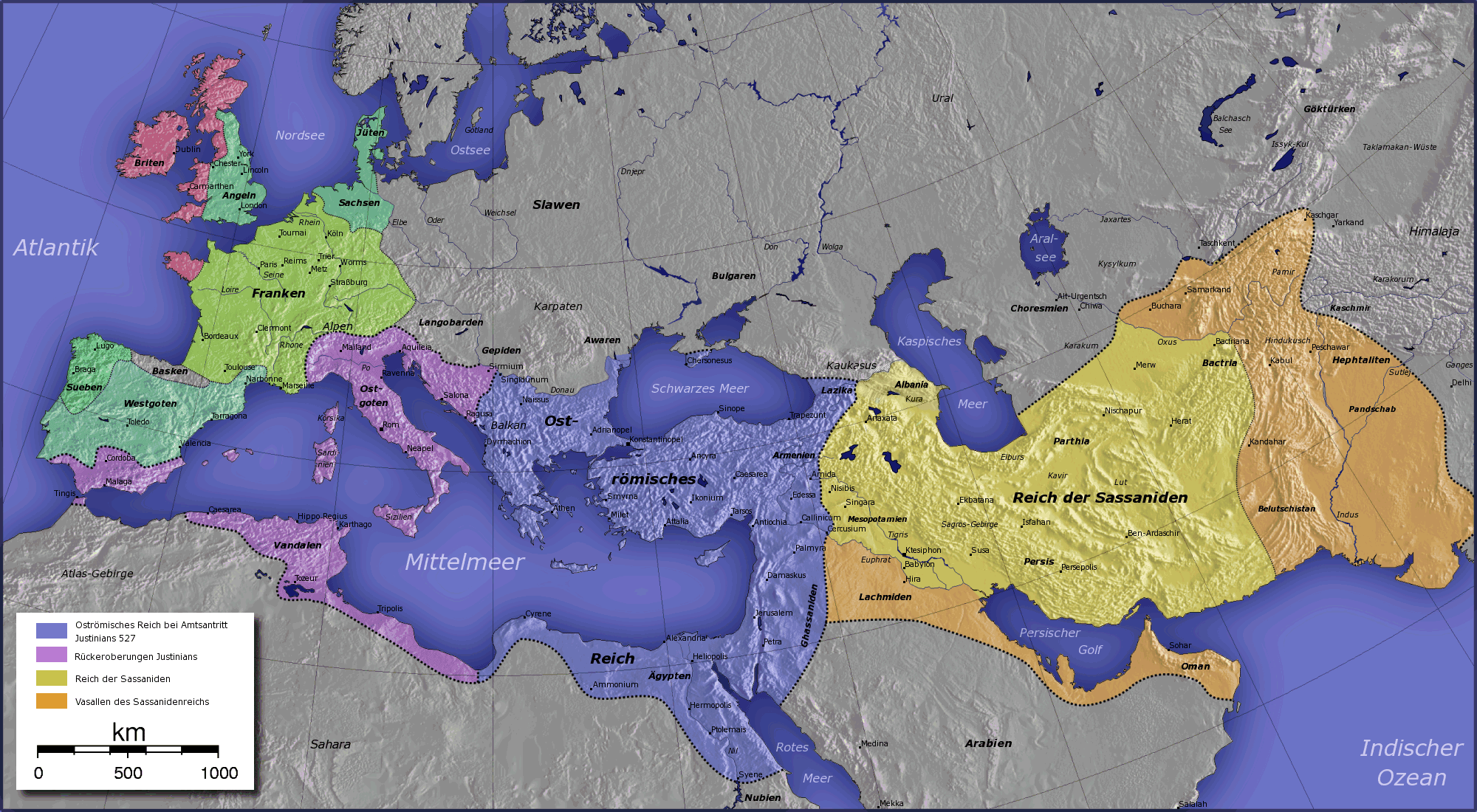
公元600年，在阿拉伯人征服前的薩珊王朝及拜占庭帝國。

570年，也門統治者的兄弟要求霍斯勞一世介入，霍斯勞一世派遣一支由瓦赫里茲（Vahriz）統領的艦隊及軍隊到今亞丁，並佔領了首都薩納。賽義夫在薩珊王朝的幫助下成為了也門皇帝，因此薩珊王朝得以在阿拉伯南部建立據點，控制對東方的海路貿易。後來，南阿拉伯王國與薩珊王朝決裂，薩珊王朝在598年遠征也門，將阿拉伯南部吞併為薩珊王朝的一部分，阿拉伯南部一直到霍斯勞二世統治時期期間都是薩珊王朝的一部分。
迪赫干（村長）的重要性在霍斯勞一世統治時期越發顯赫，這些持有土地的貴族是薩珊王朝地方管理及徵稅機制的支柱。霍斯勞一世對首都的市容加以美化、建設新城鎮及建築物，又重建受戰火破壞的運河和農場，並在隘口處興建要塞，將臣服的部落安置在一些經過嚴格挑選的城鎮，以防禦入侵者。霍斯勞一世將祆教定為國教，對其他宗教採取寬容的態度。他的其中一名兒子信奉基督教，他也沒有加以干預。

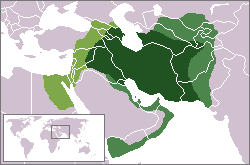
霍斯勞二世統治時期的薩珊王朝領土擴張到最大。

緊接霍斯勞一世即位的是荷姆茲四世（579年－590年在位），薩珊王朝與拜占庭帝國的戰爭仍熾熱，麾下的將軍巴赫拉姆·楚賓被荷姆茲四世免職及羞辱，遂在589年發動叛亂。荷姆茲四世在翌年遭宮廷政變推翻，由他的兒子霍斯勞二世即位。不過，君主的更替仍不能平息楚賓的怒氣，他擊敗了霍斯勞二世，自立為巴赫拉姆六世，霍斯勞二世逃亡到拜占庭帝國。霍斯勞二世以割讓高加索西部代價請求拜占庭皇帝莫里斯協助推翻巴赫拉姆六世。為了鞏固雙方的關係，霍斯勞二世迎娶莫里斯的女兒米麗亞姆。霍斯勞二世聯同拜占庭將軍納爾塞斯及約翰·邁斯塔孔（Mystacon）組成拜占庭－波斯聯軍向巴赫拉姆六世發難，並在592年的布拉勒索恩戰役擊敗了巴赫拉姆六世，霍斯勞二世重登帝位，他信守承諾將亞美尼亞西部及高加索伊比利亞割讓給拜占庭帝國。雙方都將他們的軍事力量用在其他地方，霍斯勞二世向東擴張，莫里斯則重新獲得巴爾幹的控制權。在公元600年的萨珊王朝统治了1700万人口。
拜占庭皇帝莫里斯在602年被福卡斯推翻和殺害，霍斯勞二世利用其恩人被殺為由進行侵略，莫里斯被殺引發了國內內戰，使霍斯勞二世的侵略沒有遇到重大的阻力。薩珊王朝有計劃地壓制拜占庭帝國在美達不達米亞及亞美尼亞的要塞，為他們的空前侵略行動揭開序幕。波斯人迅速征服叙利亞，在611年攻佔安條克。
拜占庭皇帝希拉克略在613年親自帶領大軍進行反擊，他們在安條克城外被波斯將領沙赫尔巴拉兹及沙欣（Shahin）擊敗，波斯軍隊更是所向披靡，耶路撒冷及亞歷山大港先後在614年及619年淪陷，整個埃及在621年落入薩珊王朝手中。此时的萨珊王朝人口达到顶点1970万人。薩珊王朝恢復阿契美尼德王朝疆界的理想垂手可得，同時波斯藝術、音樂及建築的發展興旺，拜占庭帝國則面臨亡國危機。

### 衰落及滅亡

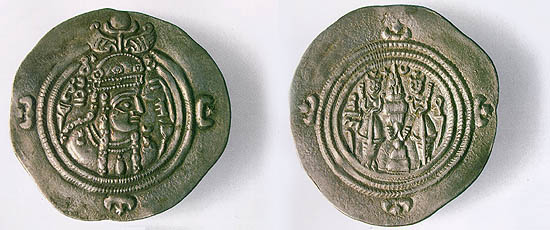
霍斯勞二世的女兒孛蘭女皇在630年登基

霍斯勞二世在表面上獲得成功，但他的連番征戰耗盡了薩珊王朝的資金及軍力。為了充實國庫，霍斯勞二世向子民課以重稅。羅馬皇帝希拉克略見機不可失，調動了帝國僅有的資源組成一支軍隊實施反擊。希拉克略在622年至627年間在小亚细亚及高加索連接擊敗波斯人，劫掠塔赫特蘇萊曼的祆教神廟，並爭取到可薩人及西突厥的支持。
626年，在波斯人的支持下，斯拉夫人及阿瓦爾人圍攻君士坦丁堡，而波斯人在試圖橫渡博斯普魯斯海峽時受到拜占庭艦隊的阻截，圍攻以失敗告終。在627年至628年間，希拉克略在冬季侵攻美索不達米亞，他們在沒有可薩人盟友的支援下仍在尼尼微戰役擊敗拉赫扎德赫（Rhahzadh）領導的波斯軍隊。他們沿底格里斯河蹂躪薩珊王朝，波斯人破壞了拿赫鲁宛運河的橋樑防止拜占庭人進攻泰西封。
希拉克略的戰勝、薩珊王朝最富庶的地區遭到蹂躪以及備受注目的甘扎克和達斯塔格爾德遭到破壞使霍斯勞二世的威望受損，波斯貴族對他的支持度也有所下降。他的兒子喀瓦德二世（628年在位）在628年殺害了霍斯勞二世，喀瓦德二世放棄所侵佔的土地，使戰爭告一段落。希拉克略在翌年舉行盛大的儀式將真十字架重新安放在耶路撒冷。喀瓦德二世即位不到一年便逝世，引發了內戰。在此後的五年，薩珊王朝歷任五位皇帝，當中包括霍斯勞二世的兩名女兒及斯帕巴德出身的沙赫尔巴拉兹，薩珊王朝持續衰弱，中央權力落入軍方手中。
632年春季，霍斯勞一世的孫兒、一直在隱居生活的伊嗣埃三世繼位。受到伊斯蘭教統合的阿拉伯部族開始出現在萨珊王朝所属的美索不达米亚的南疆边境上，东罗马帝国人及萨珊王朝人長年受到戰爭虛耗，經濟衰退、稅項沉重、宗教紛爭、刻板的社會階級、地主的勢力日漸增強以及統治者更替頻仍使薩珊王朝持續衰弱，這些因素促成了伊斯蘭對波斯的征服。
薩珊王朝未有對阿拉伯部族進行有效的抵抗，伊嗣埃三世即位時還是一個男孩，任由其顧問擺佈，即使东罗马帝國同時受到阿拉伯擴張的影響而再也不成威脅，薩珊王朝依然無力將諸多封建王國聯合起來。哈里發阿布·伯克爾旗下的軍官哈立德·伊本·瓦利德在632—633年之间迅速攻陷了萨珊王朝所属的美索不达米亚的南疆边境的所有要塞之后攻占了美索不达米亚，哈立德在634年受命調往叙利亞對付东罗马帝国人，而接替哈立德的將領能力不如他，結果薩珊王朝在634年的河橋戰役擊敗了穆斯林。不過阿拉伯人的威脅並沒有因此而停頓，曾經作為穆罕默德戰友的哈立德在不久後便帶領精銳的軍隊捲土重來。
637年，在哈里發歐麥爾·本·赫塔卜的領導下，穆斯林在阿爾-卡迪西亞會戰擊敗魯斯坦姆·法羅赫扎德（Rostam Farrokhzād）領導的波斯軍隊，並圍攻泰西封，泰西封經歷漫長的圍城戰後失陷，伊嗣埃三世放棄大量的寶藏向東逃遁，因此薩珊王朝政府的財政短缺，不能運用龐大的財政資源。一些薩珊王朝的官員試圖召集兵力抵抗入侵者，但由於缺乏強而有力的中央權力，他們在納哈萬德戰役被擊敗。在軍事指揮體系名存實亡、財政資源受到破壞及阿扎丹騎士制度被逐個摧毀的情況下，薩珊王朝無力對付入侵者。
得悉納哈萬德戰役失敗的伊嗣埃三世繼續逃往呼羅珊東部，他在651年被梅爾夫一名磨坊工人剌殺，正式終結了薩珊王朝，剩餘的貴族遷到中亞定居，他們在當地傳播波斯文化及語言，並建立了第一個伊朗伊斯蘭王朝－薩曼王朝，薩曼王朝尋求復興薩珊王朝的傳統，宣揚伊斯蘭教。
薩珊王朝的衰亡過程歷時五年，絕大部分的領土落入伊斯蘭哈里發的手中，但許多城市仍負隅頑抗。原本受薩珊王朝統治的民眾起初沒有被強迫皈依伊斯蘭教，但他們需要繳納吉茲亞（伊斯蘭國家向非穆斯林人民實施的人頭稅）成為齊米（保護民），吉茲亞取締了薩珊王朝所收取的人頭稅，而吉茲亞的稅率遠低於薩珊王朝的人頭稅，薩珊王朝的土地稅則受到採納。據稱歐麥爾有時候會責成委員會調查稅收情況，判斷納稅人能否承受稅款。波斯人逐漸皈依伊斯蘭教，特別是使用波斯語的權貴希望以此來爭取在阿拔斯王朝裡的地位。

#### 後裔
以下的王朝及宗教領袖人物被認為是薩珊王朝統治者的後繼王朝及後裔：
- 馬曾德蘭（Mazenderan）的巴文德王朝，由喀瓦德一世的後裔建立[119]。
- 格魯吉亞的薩珊王朝，又稱祖斯洛伊德王朝，源自沙普爾一世[120]。
- 塔巴里斯坦的加夫帕爾希德家族（Gavparehids），扎馬斯普的後裔[121]。
- 伊嗣埃三世的後裔創立的加茲尼王國[122]。
- 什葉派伊瑪目阿里·伊本·侯賽因的母親是薩珊王朝末代皇帝伊嗣埃三世的女兒[123]。
- 希爾凡沙阿隸屬荷姆茲四世家系[124]。
- 巴哈伊信仰的創立者巴哈歐拉是伊嗣埃三世的後裔[125]。

## 政府
薩珊人以阿契美尼德王朝的疆界為基礎建立了薩珊王朝，以克瓦爾瓦蘭（Khvarvaran）地區的泰西封為都。在行政層面上，萨珊王朝的君主以伊朗及非伊朗世界之王中王，阿胡拉·瑪茲達信仰之守護者，來自天上的雅利安人後裔為號，成為了中央霸主，取得聖火的監管權，聖火是薩珊王朝國教的象徵。薩珊王朝硬幣的正面刻有在位的君王、他的王冠及特有的服飾，硬幣的背面則可見到聖火。薩珊王朝的皇后的稱號是眾后之后。
萨珊王朝的君主爵位为：伊朗及非伊朗世界之王中王，阿胡拉·玛兹达信仰之守护者，来自天上的雅利安人后裔至於在地方管治上，各地由薩珊皇室的成員負責管治，他們直接向「眾王之王」負責。高度中央集權、積極的城市建設、農業及科技發展是薩珊王朝的管治特色。皇帝之下設有一個權力機構，負責實施政府的各種事務，該機構的首長稱為副監，祆教祭司在這個機構裡的權力異常強大。祭司階層的首領、斯帕巴德（Spahbod，軍方統帥）、商人首領及負責農業的大臣都位列在帝王之下。
薩珊王朝統治者會聽取大臣們的意見，穆斯林史學家馬蘇第對薩珊王朝的管治作出了以下的讚揚：
|  | 薩珊王朝皇帝的管治出色、其政策有序、關注民生、治下繁榮昌盛。 |

在正常情況下，王位是世襲的，但君王可以廢長立幼，而皇后也曾經兩度掌權。當沒有直系繼承人的情況下，貴族和祭司會從皇室當中挑選統治者。
薩珊王朝的貴族包括安息帝國的部落、波斯貴族及各地的貴族。許多家族在安息帝國衰亡以後才興起，顯赫一時的帕提亞七大氏族當中的多個氏族仍然得到重視。在阿爾達希爾一世統治時期，亞美尼亞阿薩希德王朝的卡倫家族、蘇雷納家族等多個家族仍備受尊重。在眾多波斯及非波斯貴族當中，梅爾夫、阿巴沙爾（Abarshahr）、卡曼尼亞（Carmania）、錫斯坦、伊比利亞及阿迪亞波納統治者的地位崇高，他們是「眾王之王」的宮廷常客。卡倫家族、蘇雷納家族等貴族統領的地區享有半獨立的地位，雖然他們仍隸屬君王，但他們的職位是世襲的。
一般來說，波斯貴族在王朝的管治上手握大權，包括邊境地區的管治權，他們的職位大多是世襲的，許多職位都由單一家族壟斷了幾代。資歷較高的邊境大臣可擁有各自的銀色王座，高加索等戰略重地的大臣更可擁有金色王座。當處於戰爭狀態時，這些大臣就是戰地指揮官，較低級的軍官也可以領導軍隊作戰。
薩珊王朝在文化上實施社會分層管理，這種制度由國教祆教來支撐，其他宗教也受到優容對待（儘管這個說法受到質疑）。薩珊王朝皇帝尋求恢復波斯的傳統及清除希臘的文化影響力。

### 軍隊

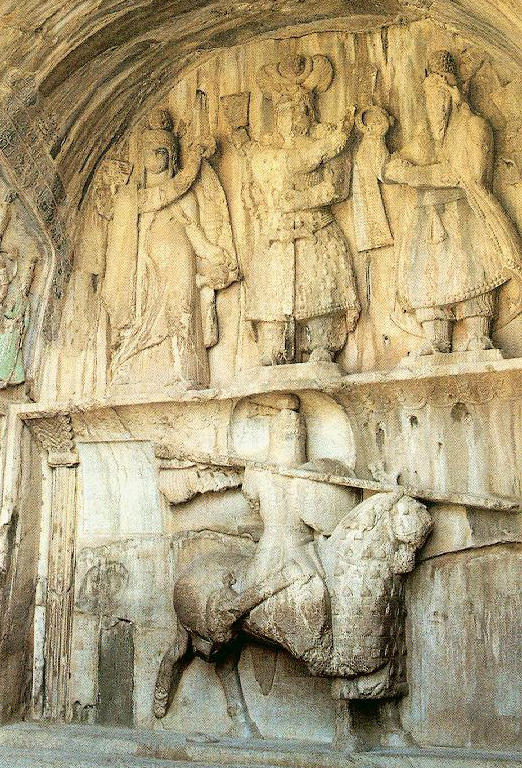
位於伊朗塔伊波斯坦的雕塑，可見波斯騎士。

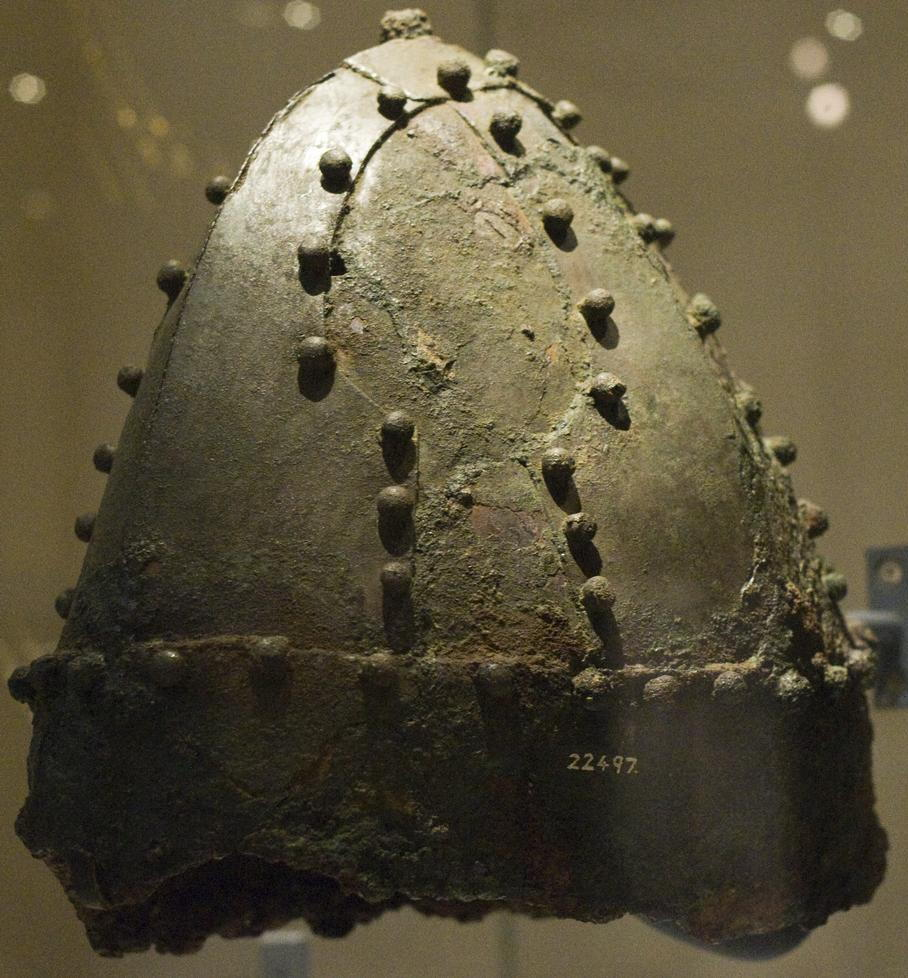
薩珊王朝軍隊使用的頭盔

薩珊王朝的軍隊由第一位「眾王之王」阿爾達希爾一世開始構建，阿爾達希爾一世著重於戰術及組軍的改良，並以阿契美尼德王朝及安息騎士的軍事體制為基礎，又著力於開發攻城武器。

#### 步兵
儘管帕伊甘（Paighan，輕步兵）構成了薩珊王朝的步兵主體，但帕伊甘內部仍存在由優秀士兵組建的獨立師，參軍的米底人是精銳的標槍兵、投石兵及重步兵，史學家阿米亞努斯·馬爾切利努斯以紀律性高、「武裝如角鬥士」來形容他們。居於吉蘭、伊朗阿塞拜疆、馬曾德蘭的伊朗人也在軍中服役，據說他們在作戰時使用匕首、長劍、標槍等武器。

#### 騎兵
薩珊王朝的重型騎兵分為兩種︰重裝騎兵及甲胄騎兵。薩珊王朝的貴族成員自少便接受軍事訓練，成為這兩種騎兵的一分子，這些重型騎兵通常與輕型騎兵、步兵及弓兵混編在一起。薩珊王朝的軍事戰術主要以弓兵、戰象及其他部隊擾亂敵人，由騎兵伺機而動發動衝擊。
與安息帝國不同，薩珊王朝開發出先進的攻城武器，在對抗羅馬的戰爭裡，成敗往往取決於攻城能力，無疑這些攻城武器的作用重大。另一方面，薩珊人也發展出一些守城的技巧。雖然只有少量重型騎兵配備長矛，重型騎兵仍像安息帝國一樣是薩珊王朝最為人著稱的兵種。羅馬史學家阿米阿努斯·馬爾切利努斯對沙普爾二世麾下重裝騎兵的形容足以顯示他們的重裝厚甲及武器配備：
|  | 所有部隊都被鐵器所覆蓋，厚厚的護甲遮掩著身體的每一個部分，裝甲的接合點很好地連接著四肢，盔甲的面部做工精良，吻合騎士的頭部。由於身體完全被金屬覆蓋，騎士只能透過對合瞳孔的小開孔視物，呼吸只能透過鼻尖處進行。一些騎士配備長矛，他們在站立時不動如山，你或許會以為他們被一堆金屬固定著。 |

拜占庭皇帝莫里斯所著的《兵略》一書也強調配備長矛的薩珊王朝重型騎兵不多，他們以弓箭為基本兵器。不過，塔伊波斯坦的浮雕及史學家塔百里為薩珊王朝騎兵整理的裝備列表也將長矛包括在內，形成了矛盾。可以肯定的是，薩珊王朝騎兵的裝備繁多。

### 戰爭

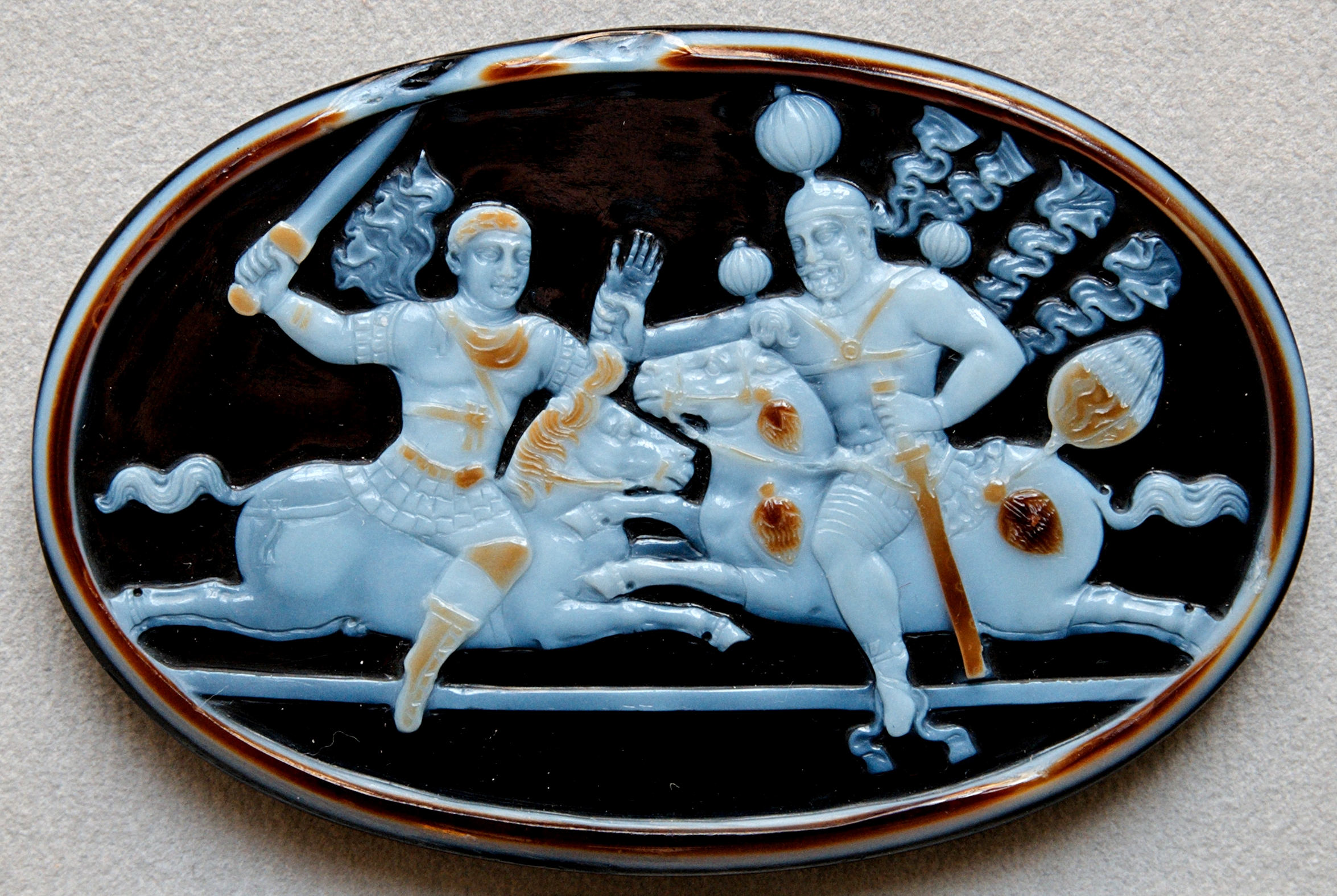
一個保存完好的浮雕顯示沙普爾一世與瓦勒良在馬上進行搏鬥，根據沙普爾一世所述，他及他的部下在256年「親自」生擒瓦勒良。

如安息帝國一樣，薩珊王朝不斷與羅馬帝國進行戰爭，且由於薩珊王朝主張其固有疆域包含了古波斯帝國的所有領土，因此其與羅馬間的戰爭帶有部份意識型態戰爭的色彩而更加頻繁。羅馬帝國在395年分裂後，以君士坦丁堡為都的東羅馬帝國成為了波斯的首要敵人，雙方的戰爭越來越頻密。此外，薩珊王朝與羅馬帝國一樣不斷與周邊的王國和遊牧民族爆發衝突。雖然薩珊王朝不能消除遊牧民族的威脅，但由於薩珊王朝奉行協調對抗遊牧民族的政策，他們對這些事務的處理手法較羅馬帝國為佳。
薩珊王朝以西毗連著穩固而龐大的羅馬帝國，東方接連貴霜帝國及嚈噠人等遊牧民族，圖斯城堡及後來成為學習及貿易中樞的尼沙普爾的建成有助於抵禦來自東方的侵略。
盤據在阿拉伯中部及南部的貝都因人偶爾會襲擊薩珊王朝。薩珊王朝在心臟地帶與貝都因人部落之間建立拉赫姆王國，成為了緩衝地帶。霍斯勞二世在602年令拉赫姆王國解體，使薩珊王朝在隨後的戰爭當中大敗予貝都因人，這促成了貝都因人突然取締了薩珊王朝，使之納入伊斯蘭教的旗幟下。
北面的可薩人及其他突厥民族時常襲擾薩珊帝國北部。他們在634年洗劫米底，薩珊王朝在不久後擊敗了他們，又在高加索地區建造了許多軍事要塞以抵禦他們的襲擊。

### 與中國的關係

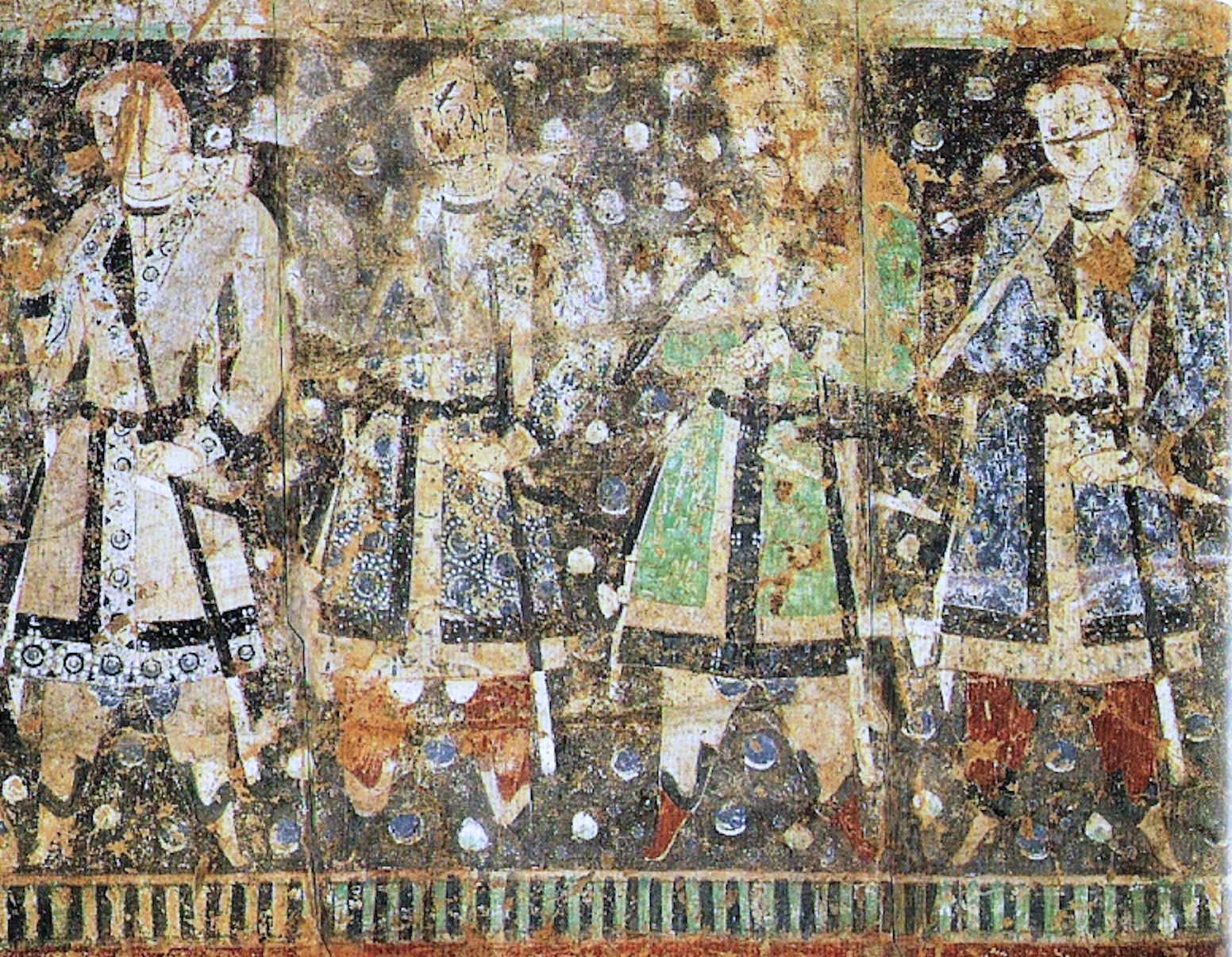
塔里木盆地克孜爾千佛洞的壁畫，名為「吐火羅進貢者」，畫中人物穿戴著薩珊式樣的服飾。

薩珊王朝及前朝的安息帝國一樣與中國保持著活躍的外交關係，波斯使者頻繁地到訪中國。中國的文獻記載了13位薩珊王朝的使者到訪中國。對中國的陸路和海路貿易對薩珊王朝及中國來說同樣重要。中國南部發現的大量薩珊王朝硬幣證明了雙方的海路貿易關係。
在中國處於晉朝和北魏統治時期，薩珊王朝皇帝多次派遣最有才幹的波斯音樂家及舞者到洛陽的宮廷，到隋朝和唐朝統治時期，薩珊王朝皇帝也有派遣他們到長安的宮廷。雙方都能透過絲綢之路的貿易得益，保護絲綢之路貿易路線是雙方的共同利益，雙方都進駐中亞，一起拱衛絲綢之路，並在邊界地區建立哨站保護商隊安全。
公元528年，有波斯人向北魏獻上一頭獅子，被在高平（今寧夏固原市）自稱天子的万俟醜奴扣留。
在政治層面上，薩珊王朝與中國多度結盟對抗共同敵人－嚈噠人。隨著突厥帝國在中亞崛起，兩國同樣聯手制止突厥擴張。
阿拉伯穆斯林全面入侵波斯後，薩珊王朝末代皇帝伊嗣俟三世的兒子卑路斯三世與一些貴族逃亡到中國尋求庇護。卑路斯三世及他的兒子泥涅師得到中國宮廷封賜的崇高頭銜。中國曾經兩度與卑路斯三世出征，以圖幫助卑路斯三世恢復薩珊王朝皇帝的身分，最後的那一次大概是在670年。從一些錢幣上的證據發現，卑路斯三世一度統治著錫斯坦。後來泥涅師得以掌管中國宮廷衛軍，他的後裔一直留在中國，並得到厚待。卑路斯三世的姐妹嫁入中國皇室，使薩珊王朝的難民得以湧入中國定居，中國當時的君王是唐高宗。

### 對印度的擴張

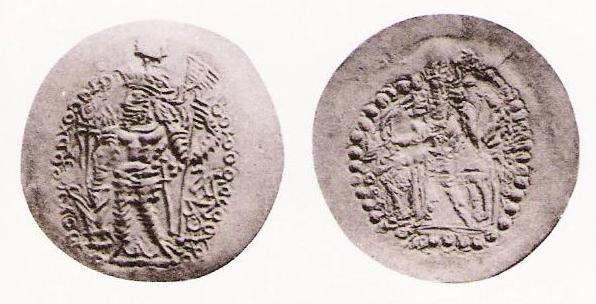
巴赫拉姆一世的硬幣
正面：穿戴特色頭飾的巴赫拉姆一世
反面：濕婆及公牛

在征服了伊朗及鄰近地區後，沙普爾一世將他的勢力擴張至印度次大陸的西北部，貴霜帝國已承認薩珊王朝的宗主地位。雖然貴霜帝國在三世紀末已開始衰落，其地位在四世紀被印度笈多王朝取代，但薩珊王朝仍在印度西北部發揮著一定的影響力（230—360年）。
在這段時間，波斯與印度西北部的文化和政治往來頻繁，一些薩珊王朝的習俗傳播到貴霜地區。透過刻有皇帝狩獵情景的銀器及紡織品貿易，薩珊王朝的王權概念也影響到貴霜帝國。
雙方的文化交流卻沒有把薩珊王朝的宗教習俗散播到貴霜帝國。薩珊王朝堅持宣揚國教，偶爾會迫害其他宗教或強迫少數宗教皈依國教，而貴霜帝國則傾向採取宗教寬容政策。
除此之外，雙方的低下階層也進行文化交流，例如波斯人從印度引進象棋，將印度稱為恰圖蘭卡的象棋遊戲改稱為沙特蘭茲。

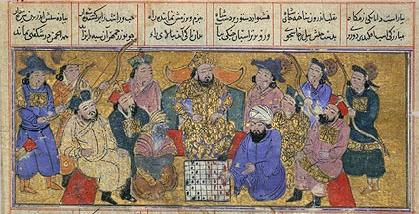
印度人帶恰圖蘭卡至波斯王宮

在霍斯勞一世統治時期，印度的書籍被帶到波斯，並被翻譯成薩珊王朝所用的缽羅缽語。部分被翻譯成缽羅缽語的書籍後來成為了伊斯蘭文學的一部分。薩珊王朝大臣博爾祖亞（Borzūya）將印度的《五卷書》翻譯便是一個著名的例子。這個譯本後來被傳播到阿拉伯及歐洲。博爾祖亞前往印度的旅程及取得《五卷書》的經過被記錄在菲爾多西的《列王紀》裡。

## 文化

### 社會

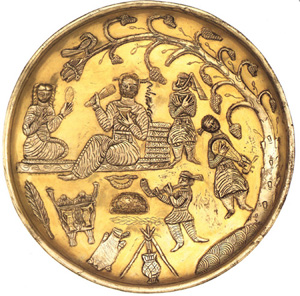
古波斯人重視音樂及詩詞，這個傳統一直延至當今。一個七世紀的碟子描述了薩珊王朝時期的音樂家。

薩珊王朝的社會和文明是當時最繁盛的，在同一地區與之媲美的只有东罗马帝国。兩個大國之間的科技和知識交流正是兩個文明之間的競爭和合作的象徵。
薩珊王朝與安息帝國社會最顯著的分別在於對集權及領導政府的重視。薩珊王朝認為強而有力的君王是營造一個可以維持穩定、正義公平的理想社會的必然要素。薩珊王朝的社會錯綜複雜，具備各種不同的社會組織制度管理王朝內不同組別的人物。史學家相信當時的社會區分為四類：祭司、戰士、大臣及平民。位於薩珊王朝種姓制度高端的是「眾王之王」，「眾王之王」統治著所有貴族。親王、次要的統治者、大地主及祭司構成了特權階級。這種社會制度顯得相當僵化死板，而種姓制度在薩珊王朝滅亡後仍然健在，延續至伊斯蘭時代的早期。

### 藝術、科學及文學

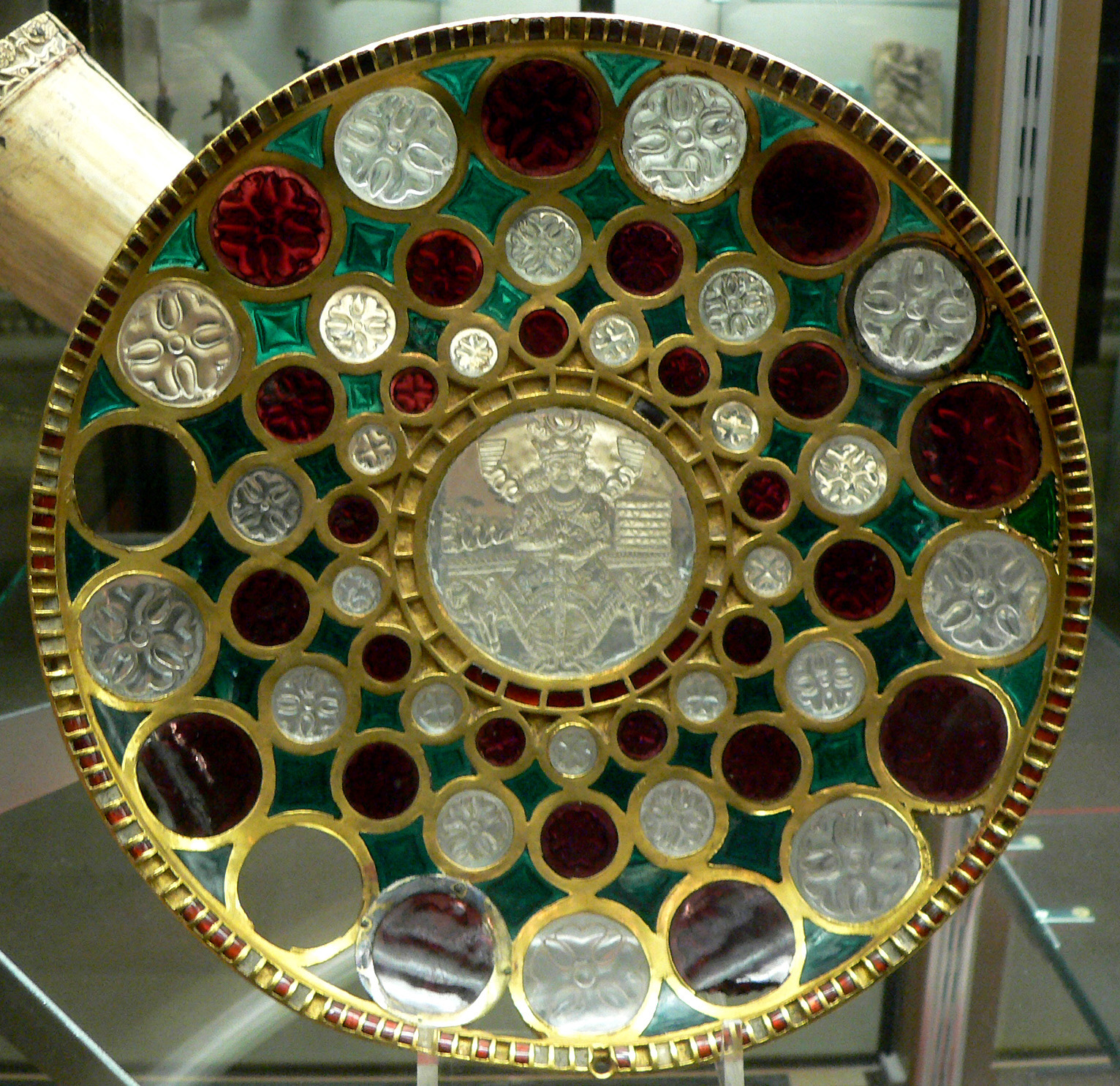
碟子中央顯示霍斯勞一世的圖像。

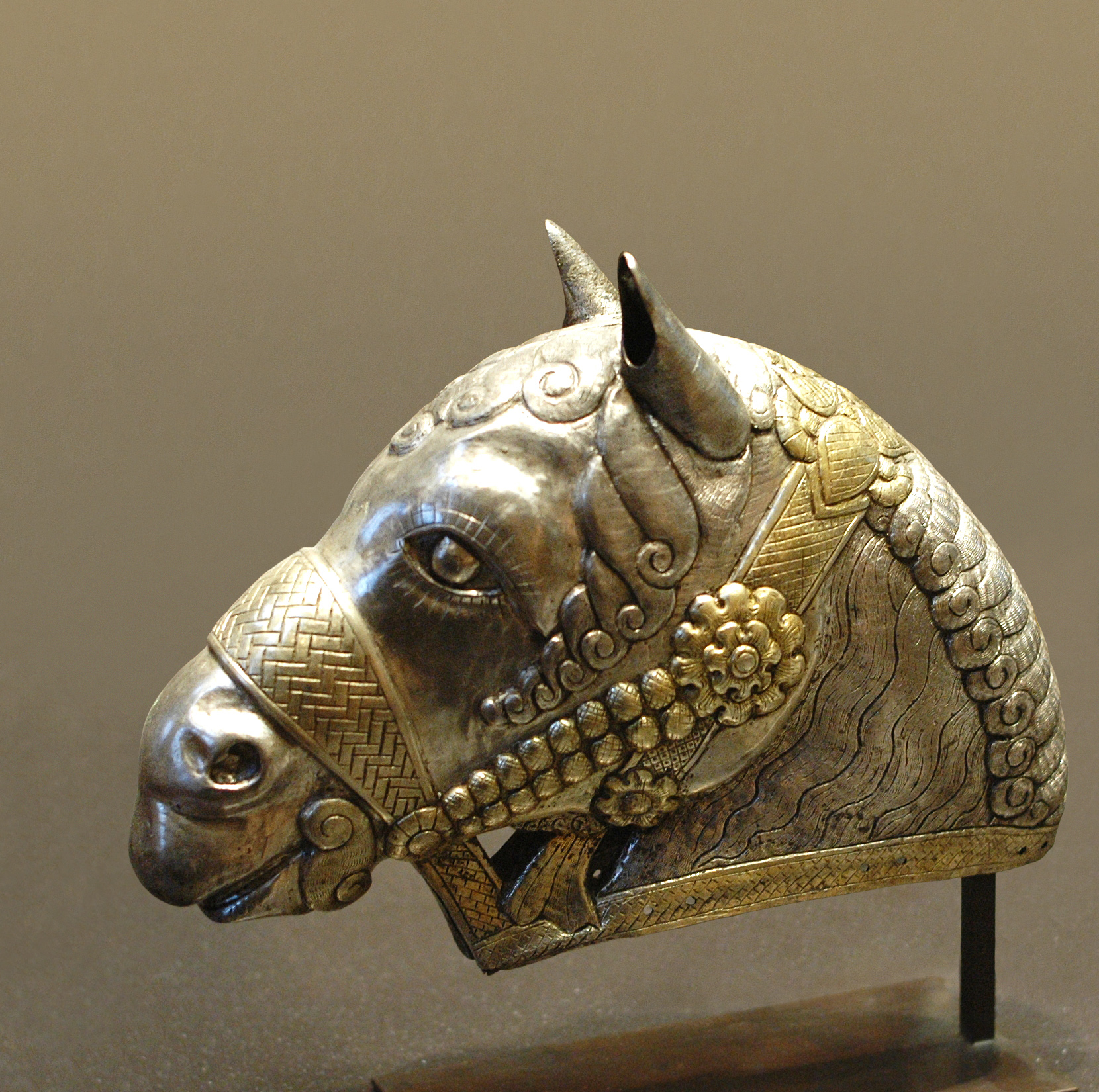
四世紀薩珊王朝的鍍銀馬首。

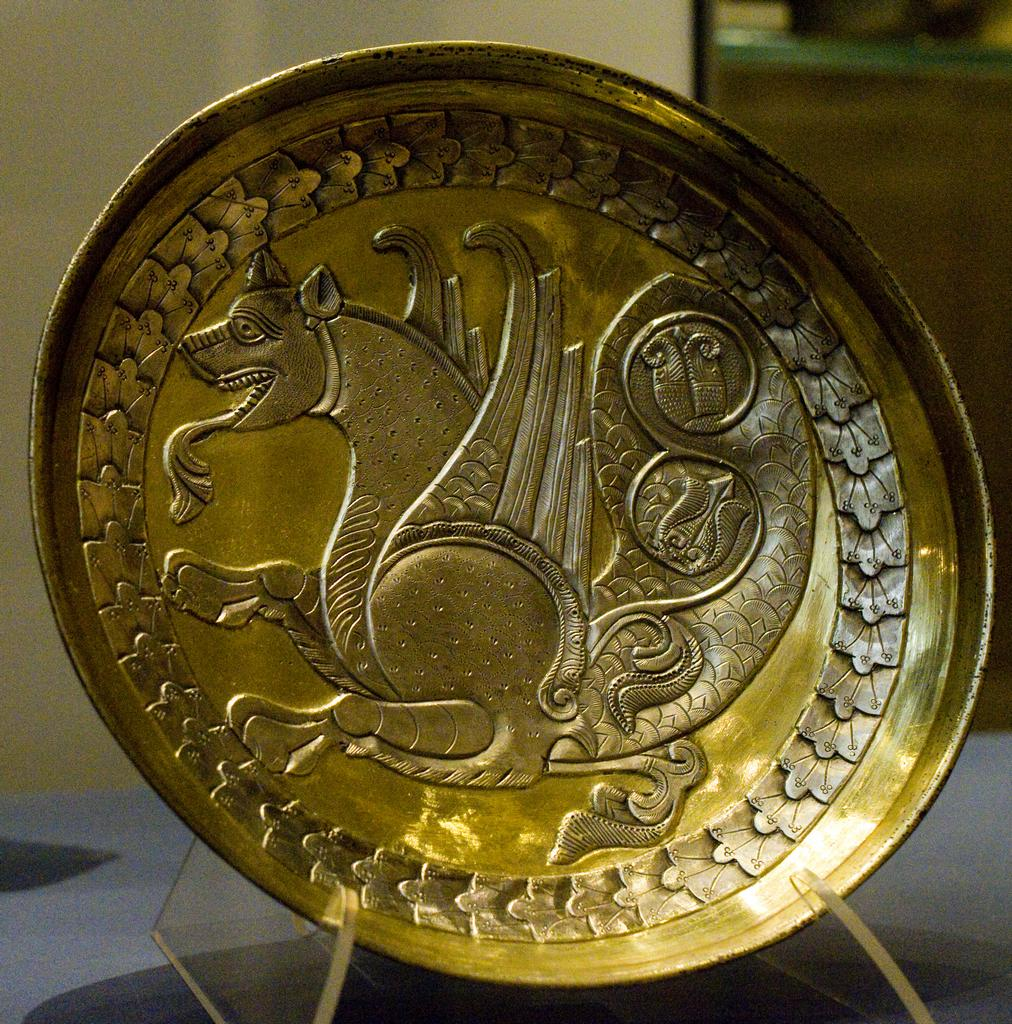
繪有波斯神話神鳥思摩夫的薩珊王朝銀碟。

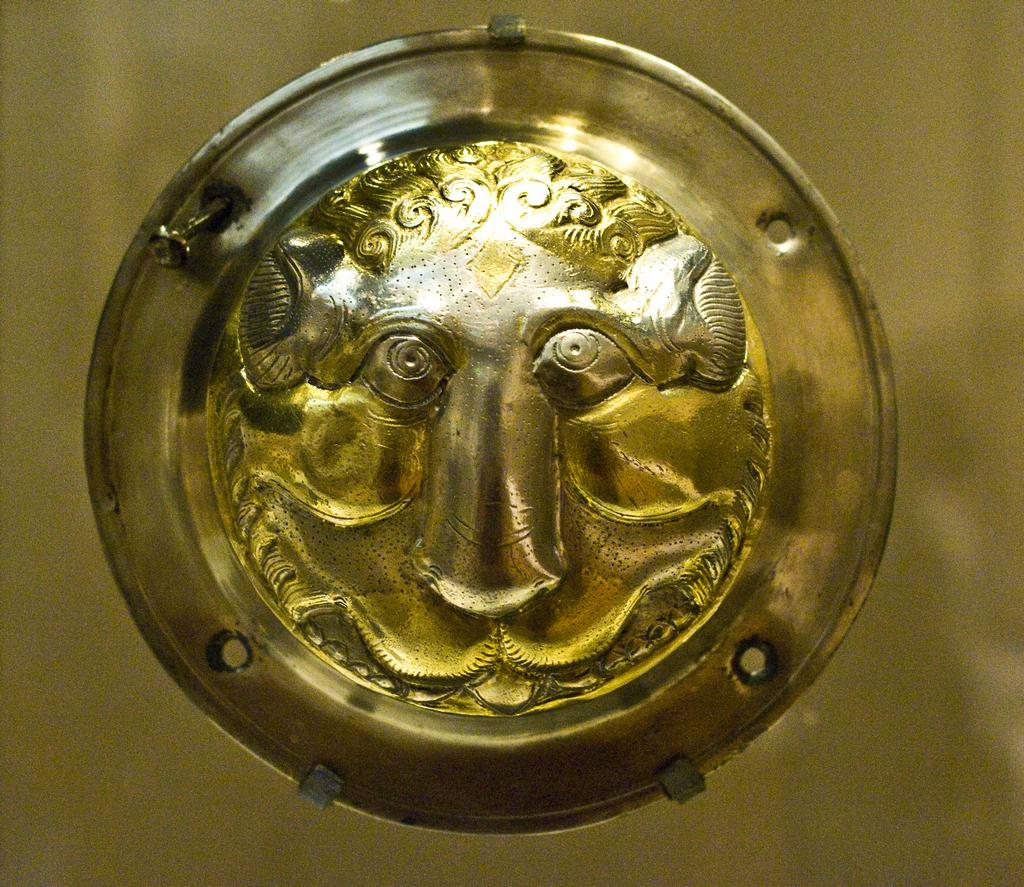
繪有獅子的薩珊王朝銀盾。

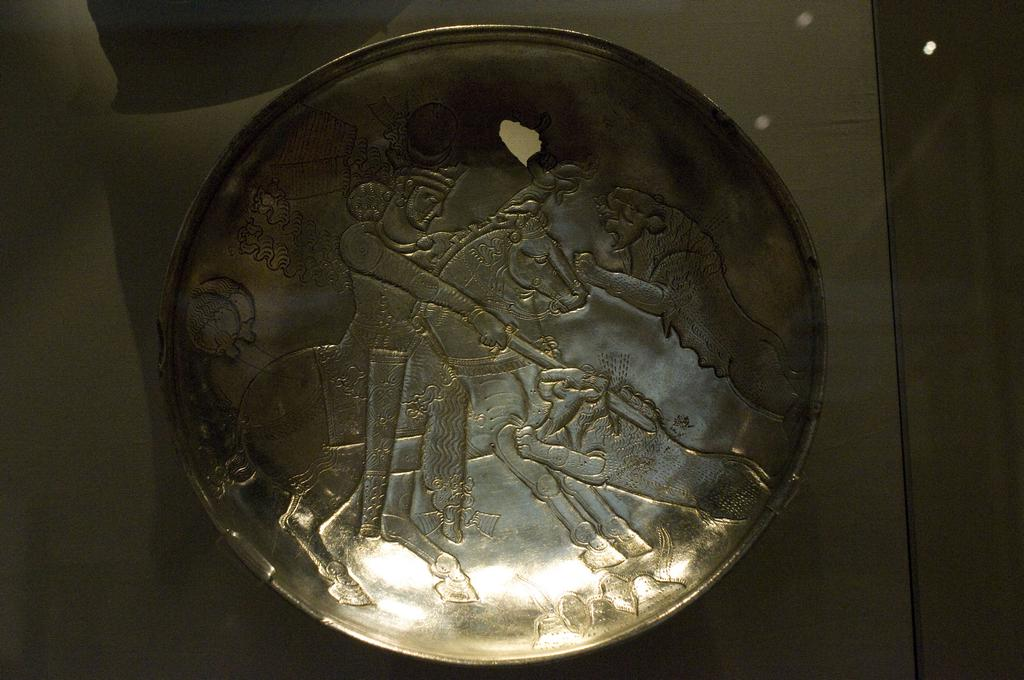
描述狩虎情景的薩珊王朝銀碟。

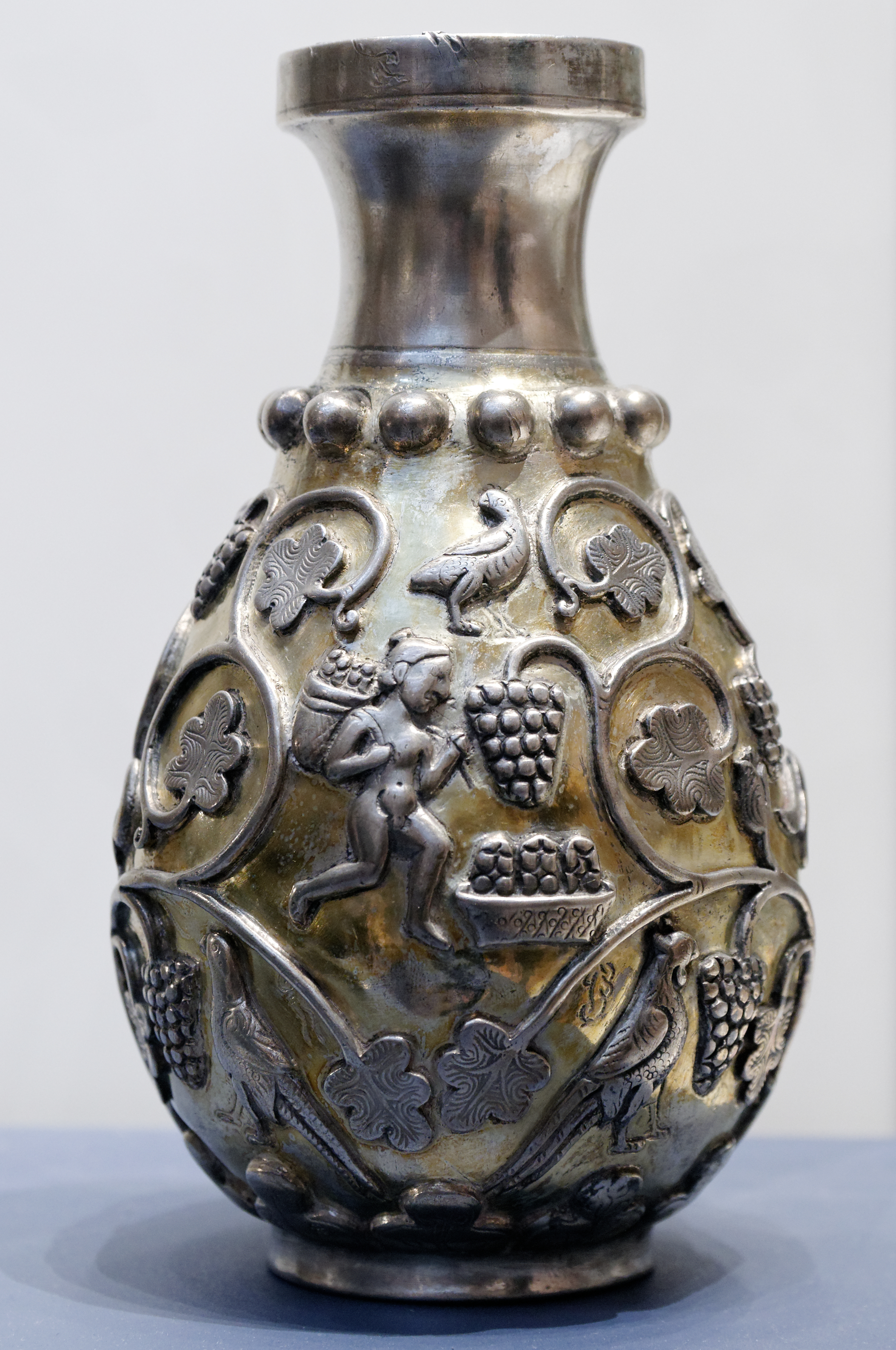
描述釀酒收成情景的銀瓶。

霍斯劳一世下令将柏拉图和亚里士多德的作品翻译成波斯语。許多的編年史都是在霍斯勞一世統治時期匯編的，當中唯一流傳下來的作品是《阿爾達希爾的功績》，那是一部歷史和騎士書籍，為伊朗史詩《列王紀》奠定了基礎。當憎恨希臘文學和哲學的拜占庭皇帝查士丁尼一世關閉了雅典的學校後，一些教授逃到波斯向霍斯勞一世尋求庇護。他們在波斯日漸思鄉，波斯在533年與查士丁尼一世簽訂和約，明訂拜占庭方面須允許這些希臘賢人回國，並使他們免受迫害。
五世紀在貢迪沙普爾建立的學院成為了「當時最大的知識中樞」，吸引世界各地的教師和學生慕名而來。景教基督教將希臘關於醫學和哲學著作的敘利亞語譯本帶到這裡。新柏拉圖主義者也來到貢迪沙普爾，並埋下了蘇非神秘主義的種子。印度、波斯、敘利亞及希臘的醫學知識在這裡交融，醫學院紛紛在這裡建立起來。
波斯文明在薩珊王朝取得了一些成就，當中不少成為了穆斯林文化，穆斯林的建築和書法是源自波斯文化。薩珊王朝的疆域曾經由敘利亞橫跨至印度西北部，但是其影響力遠遠超出這個範圍，在中亞、中國、东罗马帝國，甚至是法兰克王国墨洛溫王朝都可以找到薩珊王朝的藝術主題和思想。伊斯蘭藝術是薩珊王朝藝術的遺產，伊斯蘭藝術在吸收了薩珊王朝藝術的同時還為它注入了活力。據史學家威爾·杜蘭特所說：
|  | 薩珊王朝的藝術主題和思想向東傳入印度、突厥斯坦及中國，向西傳入敘利亞、小亞細亞、君士坦丁堡、巴爾幹半島、埃及及伊比利亚半岛的西哥特王国。它的影響力可能促成了希臘藝術由強調古典表述轉為拜占庭式修飾，也可能促成了拉丁基督藝術由木制天花的建築風格轉向磚砌或石砌的拱頂、圓穹及拱壁。 |

位於塔伊波斯坦（Taq-e Bostan）和洛斯達姆的浮雕原本是著色的，當中多為描述宮廷場景，如今只能找到著色的痕跡。文獻清楚地指出塗繪藝術在薩珊王朝相當盛行，據說先知摩尼開辦了一所塗繪學校。菲爾多西也提及波斯的達官貴人會在他們的宅邸上繪上伊朗英雄的圖像。詩人布赫圖里也描述到泰西封宮廷內的壁畫。當一位薩珊王朝皇帝駕崩時，宮廷會傳召當時最好的畫家來為駕崩的皇帝繪畫肖像，並將之收藏在寶庫裡。
薩珊王朝的紡織藝術體現出與繪畫、雕塑、陶器及其他形式的裝飾品相同的設計特色。絲綢、刺繡、錦緞、花緞、壁毯、椅布、頂篷、帳篷及地毯都經過長時期及精巧技術制作而成，並將成品染上黃、藍、綠等柔和色調。除了農民及祭司之外的波斯人都希望可以打扮得像是社會階級更高的人物。自亞述以來，品質優秀、色彩鮮艷的地毯在東方象徵著財富。一直保存至今的數十件薩珊王朝紡織品是現存最昂貴的布織品。即使是在當時，薩珊王朝的紡織品在埃及以至遠東也備受歡迎，各地都有不少仿制品。當羅馬皇帝希拉克略佔領了霍斯勞二世位於達斯塔格爾德皇宮時，那些精緻的刺繡品及地毯就是最珍貴的戰利品，當中最有名的是稱為「冬季地毯」或「霍斯勞之春季」的地毯，地毯上繪有春季及夏季時分的場景，使霍斯勞一世忘卻冬季，地毯上描繪的花朵和水果由紅寶石及鑽石組成，並繪有鍍銀的行人道、珍珠組成的河溪及金色的土壤。第五代哈里發哈倫·拉希德以其釘有珠寶的薩珊王朝地毯而引以為豪。波斯人寫有表達熱愛地毯的詩詞。
對薩珊王朝遺跡的研究發現皇帝穿戴的皇冠種類超過100種。各種薩珊王朝皇冠表現了各個時期的文化、經濟、社會及歷史狀況，這些皇冠都顯示了每位皇帝的性格特徵。月亮、星星、鷹、棕櫚等用在皇冠上的標記和象徵說明了佩戴者的宗教信仰和信念。
薩珊王朝與阿契美尼德王朝同樣起源於波西斯，因此薩珊人在經過了希臘化文明和安息王朝的統治後自視為阿契美尼德王朝的繼承者，並認為他們注定要復興波斯。
薩珊王朝為了恢復阿契美尼德王朝時代的繁榮並不僅是要倣效它，薩珊王朝的藝術展示了驚人的活力，形成了伊斯蘭藝術的一些要素。薩珊王朝藝術結合了傳統波斯藝術及希臘元素。亞歷山大大帝击败波斯阿契美尼德王朝使希臘化时期的希腊艺术傳到西亞，東方國家卻只接納其形式，而沒有吸收其精髓。在安息帝國時期，近東國家的人民大量地表現了希臘化時期藝術，而薩珊王朝卻抗拒這種藝術，薩珊王朝重新流行傳統的波斯傳統和體裁，這種文化可延伸到地中海海岸。據作者弗格森所述：
|  | 薩珊人的得勢使波斯終於再度得到權力和穩定下來……其藝術的改進表示了它恢復了繁榮，並在阿契美尼德王朝衰落以來得到了一定程度的安全穩定。 |

薩珊王朝皇宮的遺跡顯示了它的輝煌，當中包括位於菲魯扎巴德、比沙普爾及首都泰西封的皇宮。除了當地的風俗傳統外，安息帝國的建築也影響著薩珊王朝的建築風格。這些皇宮都帶有安息帝國時期筒形穹頂門廊的特徵，這種穹頂門廊在薩珊王朝相當流行，特別是泰西封。沙普爾一世統治時期在泰西封建造的一個大殿拱門礅距超過80英尺（24米）、高118英尺（36米），這種宏大的建築結構吸引了當代的建築師紛紛倣效，並被認為是波斯建築當中最重要的範例之一。許多皇宮都附有一個圓穹設計的會堂。波斯人在方形地面上的每個角落利用內角拱及弓形結構，將之改變成八角形結構，使圓穹可以輕易志地置於上方，解決了在方形地面上建造圓穹的難題。菲魯扎巴德皇宮的一個圓穹設計房間是最早採用內角拱的例子，表示這種建築技術可能是在波斯發明的。
薩珊王朝建築的特色在於其對空間的特殊利用，薩珊王朝的建築師從質量和外表的角度來設計建築物，因此以鑄件和灰泥佈置的厚實磚牆得以被利用。以灰泥裝潢的牆壁可在比沙普爾找到，在雷伊、泰西封及基什也可以找到保存良好的灰泥牆，牆上的圖案包括動物圖像、半身像、幾何圖案及植物的基本圖案。
在比沙普爾的一些地面飾有鑲嵌畫，展示了宴會的場景，這些畫可能是來自羅馬的囚犯鋪設的，故受到羅馬文化的影響。當地建築物的外牆被塗上油漆，在錫斯坦哈耶赫山（Mount Khajeh）可以找到一些上佳的例子。

## 經濟
薩珊王朝的產業由地方向城市的方向發展，大量的行會被建立起來。絲綢紡織從中國引入，薩珊王朝的絲織品在各地大受歡迎，並成為了拜占庭帝國、中國及日本紡織藝術的雛型。中國商人來到伊朗地區的港口售賣絲綢及購買地毯、珠寶及胭脂。亞美尼亞人、敘利亞人及猶太人往來波斯、拜占庭及羅馬進行貿易。重要的道路和橋樑受到巡查，使信函及商旅都可以安全接連首都與各地。在波斯灣建立的海港加快了與印度的貿易。薩珊王朝商人的活動範圍擴大，並逐漸將羅馬人從有利可圖的印度洋貿易路線攆走。近期的考古研究發現薩珊人在貨物上貼上一些特殊的標籤以宣傳其品牌和突出貨品的質素。
霍斯勞一世進一步擴展貿易網絡，以圖壟斷貿易，奢侈品較過往擔當著更重要的角色。港口、商隊驛站及橋樑等建設有利於貿易及城市化。波斯人在霍斯勞一世統治時期控制著印度洋、中亞及俄國南部的國際貿易，同時他們與拜占庭人在貿易上仍競爭激烈。薩珊人在阿曼和也門建立的據點對於他們與印度的貿易至關重要，而與中國的絲綢貿易則多落入薩珊王朝的附庸國和粟特人的手裡。
薩珊王朝的出口貨物有絲綢、羊毛及金製織品、地毯、小毯、皮毛、皮革及波斯灣的珍珠。薩珊王朝同時是中國紙張、絲綢及印度香料的貨運中轉，薩珊王朝的海關會對這些貨品徵稅，並重新出口到歐洲。
在這個時期，冶金產品的制作也有所增加，故伊朗得到了「亞洲寶庫」的美譽。薩珊王朝的採礦重鎮大多位於边疆地區，如亞美尼亞、高加索及中亞河中地區（索格狄亚那）。薩珊王朝東部帕米爾高原豐富的礦物蘊藏量使塔吉克人流傳著一個至今仍廣為人知的傳說：神在創造世界的時候在帕米爾高原摔了一跤，丟下了裝滿礦石的罈子，使礦物遍佈整個地區。

## 宗教

### 祆教
在安息帝國時期，祆教受到希臘宗教的影響而敗壞，马其顿帝国的亞歷山大大帝在前334—前330年经过格拉尼库斯河战役、米利都围城战、哈利卡纳索斯围城战、伊苏斯战役、泰尔围城战、加沙围城战、高加米拉战役、波斯隘口、粟特岩山九场其实交战双方人数差不多的战役之后，就征服了大流士三世的波斯帝國，使希臘宗教得以散播，並與祆教摻雜在一起。到薩珊王朝時期，正統、不攙雜的祆教才得以恢復，鬆散的祭司制度被一個階級森嚴的宗教制度取代。
為了掠夺波斯都城的财宝，亞歷山大大帝縱火焚毀波斯波利斯，使在大流士一世時期編成的《波斯古經》大半部分佚失。不過，對《波斯古經》的重新整理在沙普爾一世統治時期曾經進行過。
祆教是薩珊王朝的國教，但是薩珊王朝的祆朝卻與《波斯古經》訂明的習俗有所不同。薩珊王朝的宗教政策使大量的宗教改革運動盛行，摩尼及瑪茲達克的宗教運動是當中最重要的。
薩珊王朝皇帝與國家宗教措施之間的關係錯綜複雜而且多變，例如沙普爾一世鼓勵不同的宗教共存，他本身似乎都是祖梵教的信徒，而巴赫拉姆二世則打壓少數宗教。除了基督教，沙普爾二世寬容對待其他宗教，他在君士坦丁一世信奉基督教後才打壓基督徒。

### 基督教
薩珊王朝的基督徒主要屬於景教和敘利亞正教會，雖然這些教會與羅馬帝國的基督教會保持緊密的關係，但他們之間的分野明顯。景教和敘利亞正教會採用敘利亞語作為禮拜儀式語言，不同於拜占庭基督教的希臘語。另外，由於薩珊王朝與羅馬帝國常年處於戰爭狀態，薩珊王朝試圖切斷他們與羅馬帝國的關聯，造成了東西基督教存在差異。
伊嗣埃一世在409年承認基督教是薩珊王朝正當的宗教信仰。瑪·以薩（Mar Isaac）在410年被塞琉西亞與泰西封會議推選為巴比倫牧首。
以弗所公會議的決定使薩珊王朝基督教與主流基督教在431年決裂，會議譴責敘利亞出身的君士坦丁堡普世牧首聶斯脫里在教授基督論的時候拒絕稱呼耶穌的母親瑪利為「上帝生母」。以弗所公會議的教義在羅馬帝國得到認同，但薩珊王朝卻不同意會議對聶斯脫里的譴責。聶斯脫里的牧首一職因此而被罷免，他的許多追隨者逃亡到薩珊王朝。薩珊王朝皇帝藉此排除支持羅馬的重要神職人員，並以聶斯脫里的支持者取代他們，提升聶斯脫里在薩珊王朝教會裡的地位，以確保這些基督徒忠於薩珊王朝，而不是忠於羅馬帝國。
薩珊王朝的大多數基督徒分佈在王朝西緣，主要是在美索不達米亞，提羅斯（Tylos，今巴林）的島嶼、波斯灣南岸、拉赫姆王國及波斯屬亞美尼亞地區都散落著一些重要的基督教社群，當中一些地區很早就已經基督教化，亞美尼亞在301年便成為了第一個獨立的基督教國家，而亞述地區早在三世紀就完全基督教化，但亞述人從來沒有成為獨立國家。

### 其他宗教
與祆教一起在薩珊王朝共存的宗教主要是猶太教、基督教和佛教，人們在大部分時期裡都可以自由進行宗教活動及宣揚他們的宗教。薩珊王朝有相當龐大的猶太社群，主要分佈在伊斯法罕、巴比倫及呼羅珊，他們在美索不達米亞還享有半自治的地位。直到錫安主義出現的時候，猶太社群依舊繁茂。對猶太人的迫害只偶然發生，相對其他宗教，猶太人享有較大的宗教自由，並得到一些特權。沙普爾一世對待猶太人特別友好，他與撒母耳的友誼為猶太人得到不少好處，他甚至向薩珊王朝的猶太人提供尼西亞白馬，猶太人傳說中的復國救主彌賽亞就是騎著馬騾的。沙普爾二世的母親是猶太人，沙普爾二世與巴比倫拉比拉瓦（Rava）份屬好友，他們的友誼使猶太人得以從針對猶太人的高壓法制當中得到喘息。另外，王朝東部多有佛教徒拜祭的地方，佛教在巴米揚等地區逐漸流行起來。

## 影響
在薩珊王朝滅亡後，它的影響力仍久遠。在薩珊王朝多位皇帝的帶領下成功實現了波斯復興，成為了日後伊斯蘭教文明的驅動力。在現代伊朗和大伊朗地區，薩珊王朝時期被視為伊朗文明的一個高峰。

### 歐洲

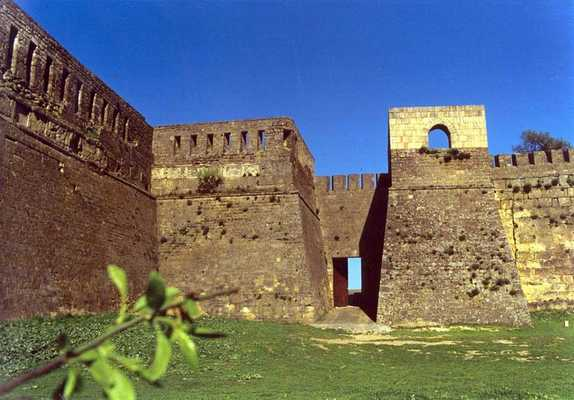
薩珊王朝興建的堡壘，位於俄羅斯傑爾賓特。

薩珊文化及軍事組織對羅馬文明產生了重要的影響力，羅馬軍隊的組織及特性都受到波斯戰法的影響。羅馬帝國的獨裁政府模仿了薩珊人在泰西封進行的皇室禮俗，因此影響到現代歐洲宮廷的禮節。歐洲的外交禮節是由波斯政府與羅馬帝國的外交關係演變而來的。
雖然羅馬帝國採用甲胄騎兵，但中世紀歐洲騎士的起源可追溯到薩珊王朝的阿扎丹騎士制度，兩者具有許多共同點。

### 猶太歷史
在猶太歷史裡，薩珊王朝是猶太人信仰擴張的重要一節。猶太教重要的宗教文獻《塔木德》是在薩珊王朝時期完成的，多所以猶太人為定位的學術機構在蘇拉、蓬貝迪塔（Pumbedita）等地建立起來，這些學術機構在多個世紀以來在猶太學術方面是最有影響力的。沙普爾二世的母親、伊嗣埃一世的猶太人妻子等皇室人物為猶太人和泰西封政府之間的緊密關係出過不少力。

### 印度
薩珊王朝的滅亡使國教由祆教變為伊斯蘭教，祆教逐漸由主流宗教變成被迫害的少數宗教。祆教徒為了要保存他們的宗教和性命而移居。據《桑加的故事》（Qissa-i Sanjan）所述，一支祆教遷居者來到印度古吉拉特邦定居，他們在這裡可享有較大的宗教自由，可以奉行他們的習俗及保存他們的信仰，他們的後裔被稱為帕西人，他們對於印度的發展起著渺小但重要的作用，現今約有70,000名帕西人在印度居住。這些信奉祆教的帕西人仍然使用薩珊人創立的教曆。

### 具体引用
1. ↑  Book Pahlavi spelling: , Inscriptional Pahlavi spelling:
2. ↑  . Iranicaonline.org.   [2013-12-16]. （原始内容存档于2016-05-17）.
3. ↑  Encyclopedia of the Peoples of Africa and the Middle East, Vol.1, Ed. Jamie Stokes, (Infobase Publishing, 2009), 601.
4. ↑  Chyet, Michael L. Afsaruddin, Asma; Krotkoff, Georg; Zahniser, A. H. Mathias , 编. . Eisenbrauns. 1997: 284. ISBN 978-1-57506-020-0. In the Middle Persian period (Parthian and Sassanid Empires), Aramaic was the medium of everyday writing, and it provided scripts for writing Middle Persian, Parthian, Sogdian, and Khwarezmian.
5. ↑  .   [2014-05-31]. （原始内容存档于2015-03-28）.
6. ↑  Parvaneh Pourshariati, Decline and Fall of the Sasanian Empire: The Sasanian-Parthian Confederacy and the Arab Conquest of Iran, I.B. Tauris, 2008. (p. 4)
7. ↑  Security and Territoriality in the Persian Gulf: A Maritime Political Geography by Pirouz Mojtahed-Zadeh, page 119
8. ↑  . 1977年: 第495页  [2017年4月27日]. （原始内容存档于2021年5月11日）.
9. ↑  Shiels 2004，第18頁
10. ↑  Yarshater 1993，第747頁
11. ↑  Barnes & Swanston 2009，第188頁
12. ↑  Bütz & Tabor 2010，第251頁
13. ↑  Hourani 1991，第87頁
14. ↑  Bury 1923，第109頁
15. ↑  Matteo Compareti. . Transoxiana 4.   [2011-07-15]. （原始内容存档于2008-05-28） （英语）.
16. ↑  Farrokh 2007，第283頁
17. ↑  Sagar 1992，第197頁
18. ↑  . artarena.force9.co.uk.   [2011-07-15]. （原始内容存档于2008-05-15） （英语）.
19. ↑  Bowman, Garnsey & Cameron 2005，第461頁
20. ↑  Baker & Smith 2009，第7頁
21. 1 2  Brosius 2006，第139頁
22. ↑  . Iranian Pedia.   [2011-07-17]. （原始内容存档于2011年6月13日） （英语）.
23. ↑  Farrokh 2007，第178頁
24. ↑  Falk 1996，第330頁
25. ↑  Time-Life Books 1988，第77頁
26. ↑  Farrokh 2007，第180頁
27. ↑  Bowman, Garnsey & Cameron 2005，第465-466頁
28. ↑  Bowman, Garnsey & Cameron 2005，第466-467頁
29. ↑  Dani 1999，第103-104頁
30. ↑  Yarshater 1993，第723頁
31. ↑  Farrokh 2007，第184頁
32. ↑  Yarshater 1993，第124頁
33. ↑  Burke & Elliot 2008，第31頁
34. ↑  Yarshater 1993，第125頁
35. ↑  Mitchell 1995，第237頁
36. ↑  Dignas & Winter 2007，第119頁
37. ↑  Bowman, Garnsey & Cameron 2005，第40頁
38. ↑  Ross 2001，第21頁
39. ↑  Yarshater 1993，第126頁
40. ↑  Christensen 1993，第109頁
41. ↑  Rubenstein 2005，第65頁
42. ↑  Garthwaite 2005，第97頁
43. ↑  Cameron & Ward-Perkins 2000，第648頁
44. ↑  Neusner 1969，第3頁
45. 1 2 3  Potter 2004，第293頁
46. ↑  Bunson 2002，第227頁
47. ↑  Barnes 1981，第18頁
48. ↑  Bunson 2002，第265頁
49. ↑  Norwich 1997，第26頁
50. ↑  Butcher 2003，第65頁
51. ↑  Possekel 1999，第16頁
52. ↑  Sandler 2002，第783頁
53. ↑  Dadachanji 1989，第53頁
54. ↑  Shahîd 1984，第110頁
55. ↑  Browning 1978，第216頁
56. ↑  Yarshater 1993，第886頁
57. ↑  Daniel 2001，第56頁
58. 1 2  Neusner 1969，第68頁
59. ↑  Yarshater 1993，第140-141頁
60. ↑  Stokes 2009，第601頁
61. ↑  Chisholm 1911，第909頁
62. ↑  Millar 2007，第70頁
63. ↑  Garthwaite 2005，第103頁
64. ↑  MacHenry 1992，第959頁
65. ↑  Encyclopœdia Britannica 1963，第1043頁
66. ↑  Frye 1996，第176頁
67. ↑  Yarshater 1993，第142頁
68. 1 2 3  . Iranologie.   [2011-07-22]. （原始内容存档于2009-07-15） （英语）.
69. ↑  Byfield & Stanway 2004，第260-261頁
70. ↑  Kohn 2007，第453頁
71. ↑  Farrokh 2007，第214頁
72. ↑  Suny 1994，第23頁
73. ↑  Neusner, Jacob. . Brill Archive. : 第40頁.
74. ↑  Bausani 1971，第61頁
75. ↑  Neusner, Jacob. . Brill Archive. : 第41頁.
76. ↑  Beckwith 2009，第102頁
77. ↑  Greatrex 1998，第49頁
78. ↑  Williams 1909，第86頁
79. ↑  . Iranologie.   [2011-07-26]. （原始内容存档于2009-07-15） （英语）.
80. ↑  Dodgeon, Lieu & Greatrex 2002，第82頁
81. ↑  Dodgeon, Lieu & Greatrex 2002，第88-89頁
82. ↑  Barker 1966，第118頁
83. ↑  Chisholm 1910，第271頁
84. ↑  Richard Frye. . Iran Chamber.   [2011-07-26]. （原始内容存档于2006-02-26） （英语）.
85. ↑  Globe encyclopaedia 1878，第7頁
86. ↑  Freely 2004，第366頁
87. ↑  Bowersock, Brown & Grabar 1999，第466頁
88. ↑  Farrokh 2005，第26頁
89. ↑  Farrokh 2007，第235頁
90. ↑  Sicker 2000，第203頁
91. ↑  Riddle 2008，第116頁
92. ↑  Redgate 2000，第156頁
93. ↑  Lee 2006，第117頁
94. ↑  Farrokh 2007，第240頁
95. ↑  München 1987，第53頁
96. ↑  Yarshater 1993，第158頁
97. 1 2 3  . Iran Chamber Society.   [2011-07-28]. （原始内容存档于2010-10-08）.
98. ↑  Howard-Johnston 2010，第75頁
99. ↑  Mitchell 2007，第398頁
100. ↑  Browning 1992，第45頁
101. ↑  Scott & Dennis 2008，第22頁
102. ↑  Kaegi 2003，第96頁
103. ↑  Mitchell 2007，第412頁
104. ↑  Reuter 1995，第500頁
105. ↑  Barnard 1974，第3頁
106. ↑  Brook 2006，第133頁
107. ↑  Galvan 2008，第180頁
108. ↑  Ostrogorski 1969，第102頁
109. ↑  McAllister 2007，第29頁
110. ↑  Norris 1999，第99頁
111. ↑  Sinha 2005，第21頁
112. ↑  Nissen & Heine 2009，第133頁
113. ↑  Nicolle 2009，第49頁
114. ↑  Demange 2007，第34頁
115. ↑  Hedin 1998，第89頁
116. ↑  Kort 2004，第23頁
117. ↑  Bashīr 1997，第117頁
118. ↑  Tritton 2008，第139頁
119. ↑  Frye 1975，第200頁
120. ↑  Stokvis 1966，第76-78頁
121. ↑  Stokvis 1966，第112,120-122頁
122. ↑  Stokvis 1966，第112頁
123. ↑  Lalljee 1993，第134頁
124. ↑  Stokvis 1966，第112,129頁
125. ↑  Balyuzi 2000，第9-11頁
126. ↑  Sarfarāz et al. 1996，第344頁
127. ↑  Durant & Durant 1935，第141頁
128. ↑  Christensen 1993，第290頁
129. ↑  Yarshater 1993，第705頁
130. ↑  Nicolle 1996，第10頁
131. 1 2  Nicolle 1996，第14頁
132. ↑  Federal Research Division 2004，第44頁
133. ↑  Farrokh 2005，第23-25頁
134. ↑  Williams 1997，第80頁
135. ↑  Ward 2009，第31頁
136. ↑  Wiesehöfer 2001，第197頁
137. ↑  Scott & Dennis 2008，第28頁
138. ↑  Nicolle 1996，第15-18頁
139. ↑  Yarshater 1993，第lix頁
140. ↑  Yarshater 1993，第167頁
141. ↑  Gyselen & Szuppe 1999，第142頁
142. ↑  Gernet 1996，第283頁
143. ↑  張豈之, 国刚张 & 树森杨 2002，第205頁
144. ↑  Farrokh 2007，第274頁
145. ↑  Dani 1999，第21頁
146. ↑  Drake 2009，第236頁
147. ↑  Bird 2004，第46頁
148. ↑  McGreal 1996，第202頁
149. ↑  Daniel 2001，第57頁
150. ↑  Nicolle 1996，第11頁
151. ↑  Varma 2011，第206頁
152. ↑  Durant 1950，第138頁
153. ↑  Kaser 2010，第286頁
154. 1 2 3  Osborne 1970，第831頁
155. ↑  Durant & Durant 1935，第150頁
156. ↑  al-Zahrā 2002，第134頁
157. ↑  Heath 1905，第265頁
158. ↑  Durant & Durant 1935，第149頁
159. ↑  Durant 1950，第149頁
160. ↑  Durant 1950，第150頁
161. ↑  Matyszak 2009，第227頁
162. ↑  Stokes 2009，第553頁
163. ↑  Fergusson 1887，第381-383頁
164. ↑  Puri 1987，第301頁
165. ↑  Garthwaite 2005，第92頁
166. 1 2  Nicolle 1996，第6頁
167. ↑  . Payvand. 2004-08-21  [2011-08-08]. （原始内容存档于2007-09-29） （英语）.
168. ↑  Obolensky 1994，第29頁
169. ↑  Ghirshman 1954，第342頁
170. 1 2  Bowman, Garnsey & Cameron 2005，第463頁
171. ↑  McNeill 1992，第394頁
172. ↑  Yarshater 1983，第879-880頁
173. ↑  Hutter 1993，第5-9頁
174. ↑  Bowersock, Brown & Grabar 1999，第602頁
175. ↑  Glassé & Smith 2003，第343頁
176. ↑  Montgomery 2002，第45頁
177. ↑  Cochini 1990，第281頁
178. ↑  Marthaler 1993，第114-116頁
179. ↑  Maseko 2010，第221頁
180. ↑  Sirat 2002，第34頁
181. ↑  . Livius.   [2011-08-10]. （原始内容存档于2013-02-11） （英语）.
182. ↑  Elverskog 2010，第32頁
183. ↑  MacKey 2008，第33頁
184. ↑  Bury 1923，第109頁
185. ↑  . Kaveh Farrokh.   [2011-08-10]. （原始内容存档于2012-09-03） （英语）.
186. ↑  Lightstone 1994，第275頁
187. ↑  Neusner & Avery-Peck 2003，第82頁
188. ↑  . Payvand. 07-09-2004  [2011-08-10]. （原始内容存档于2007-02-16） （英语）.

## 外部連結
- （英文）薩珊王朝文化與歷史
- （英文）薩珊石雕 （页面存档备份，存于）
- （英文）薩珊王朝藝術 （页面存档备份，存于）
- （英文）ECAI.org 古典時代晚期的近東：薩珊王朝 （页面存档备份，存于）
- （英文）薩珊王朝圖像及銘文的報告 （页面存档备份，存于）
- （英文）薩珊王朝王位 （页面存档备份，存于）
- （英文）薩珊王朝硬幣 （页面存档备份，存于）
- （英文）薩珊王朝在非洲 （页面存档备份，存于）
- （英文）泰西封－安息帝國及薩珊王朝的首都 （页面存档备份，存于）
- （英文）伊斯蘭征服波斯 （页面存档备份，存于）
- （英文）皮魯茲在中國 （页面存档备份，存于）
- （英文）薩珊王朝 （页面存档备份，存于）－BBC第四台節目我們的時代
- （英文）Iranologie 伊朗歷史第五章：薩珊王朝
- （英文）伊朗歷史 （页面存档备份，存于）
- （英文）關於古波斯的文章 （页面存档备份，存于）
- （英文）《古伊朗的歷史》，理察德·弗賴伊著 （页面存档备份，存于）
- （英文）歷代波斯藝術 （页面存档备份，存于）
- （英文）古伊朗的基督教 （页面存档备份，存于）